# Deerlijk

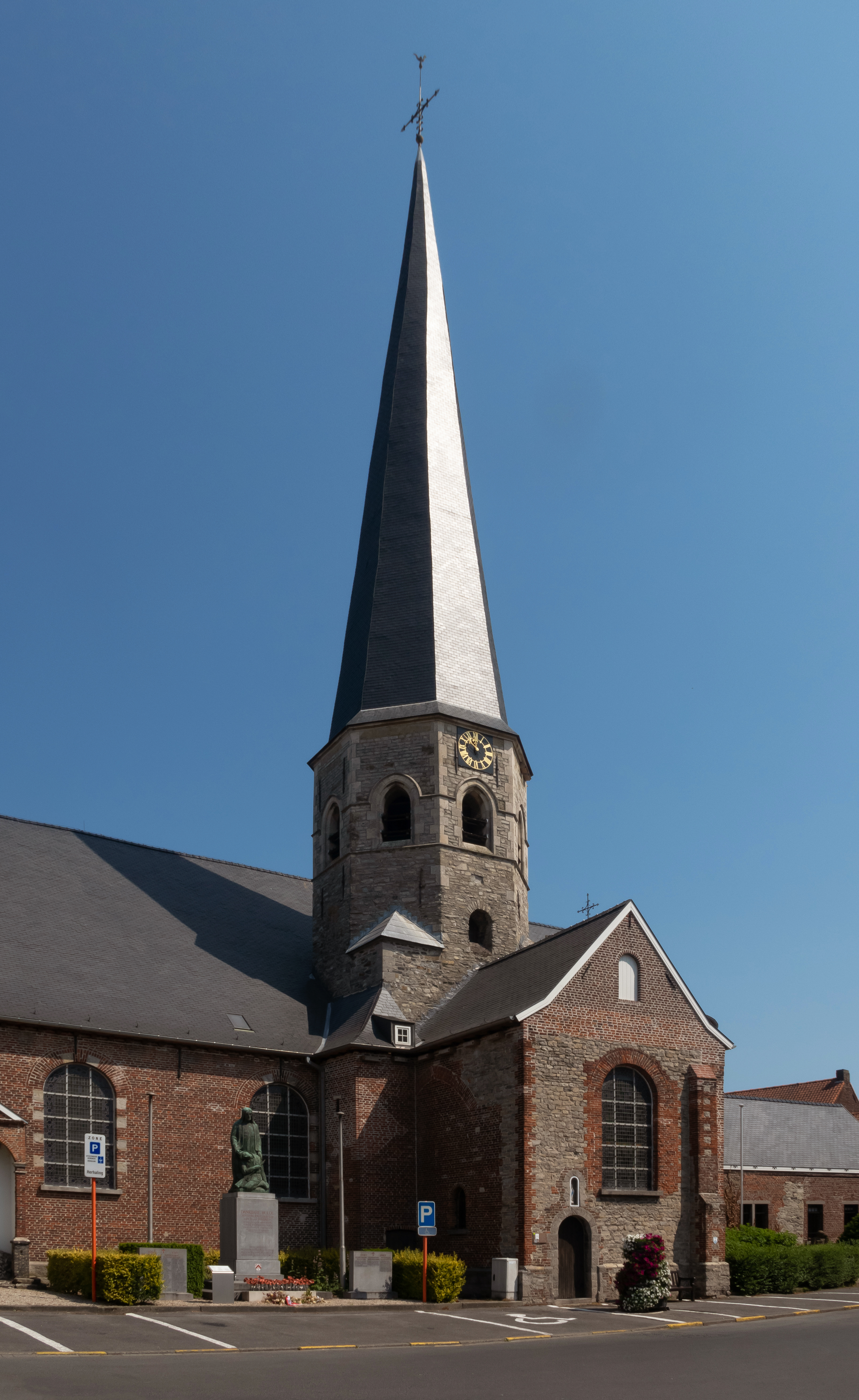
Sint-Columbakerk

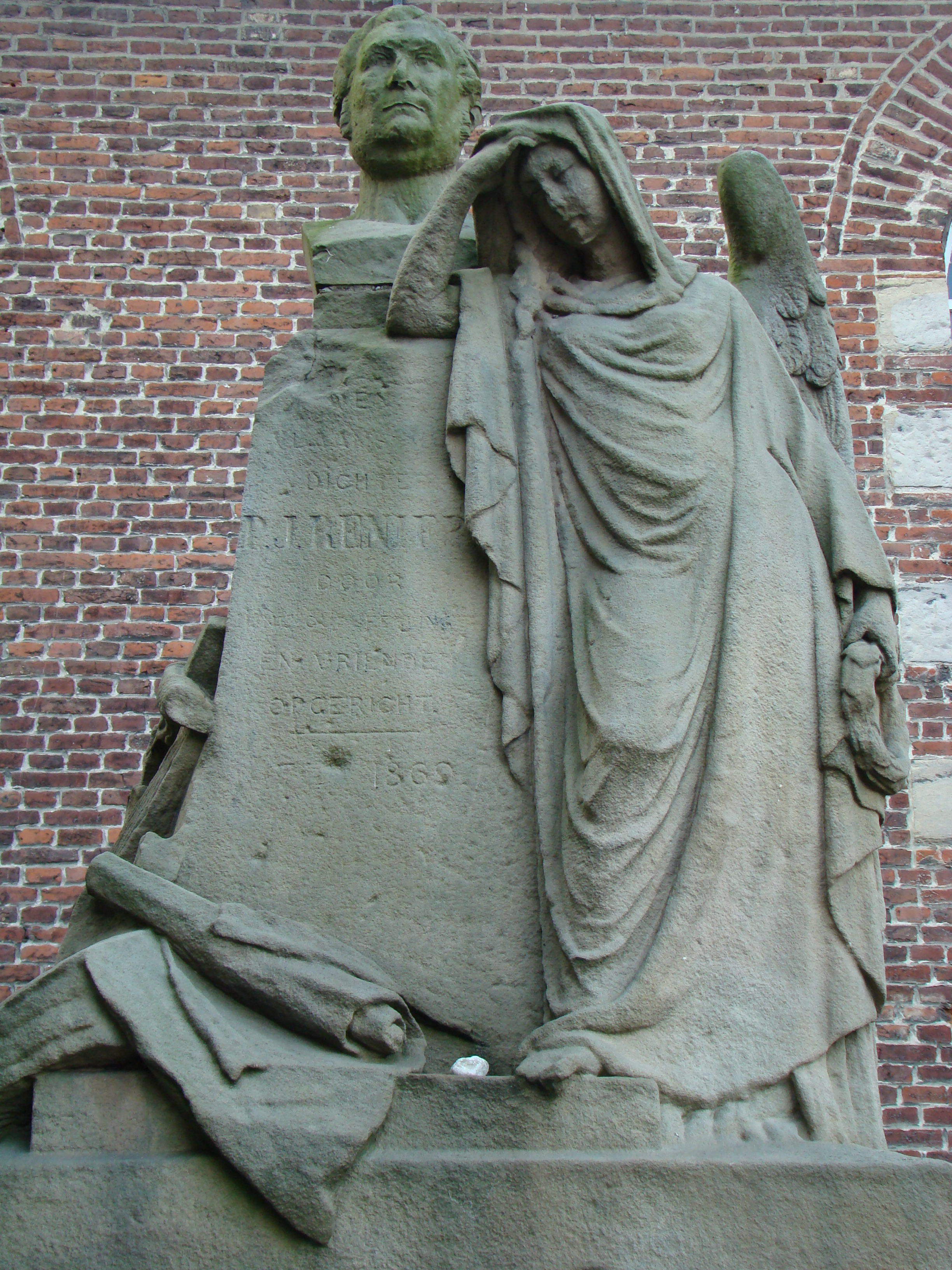
Gedenkbeeld Pieter Jan Renier aan de Sint-Columbakerk

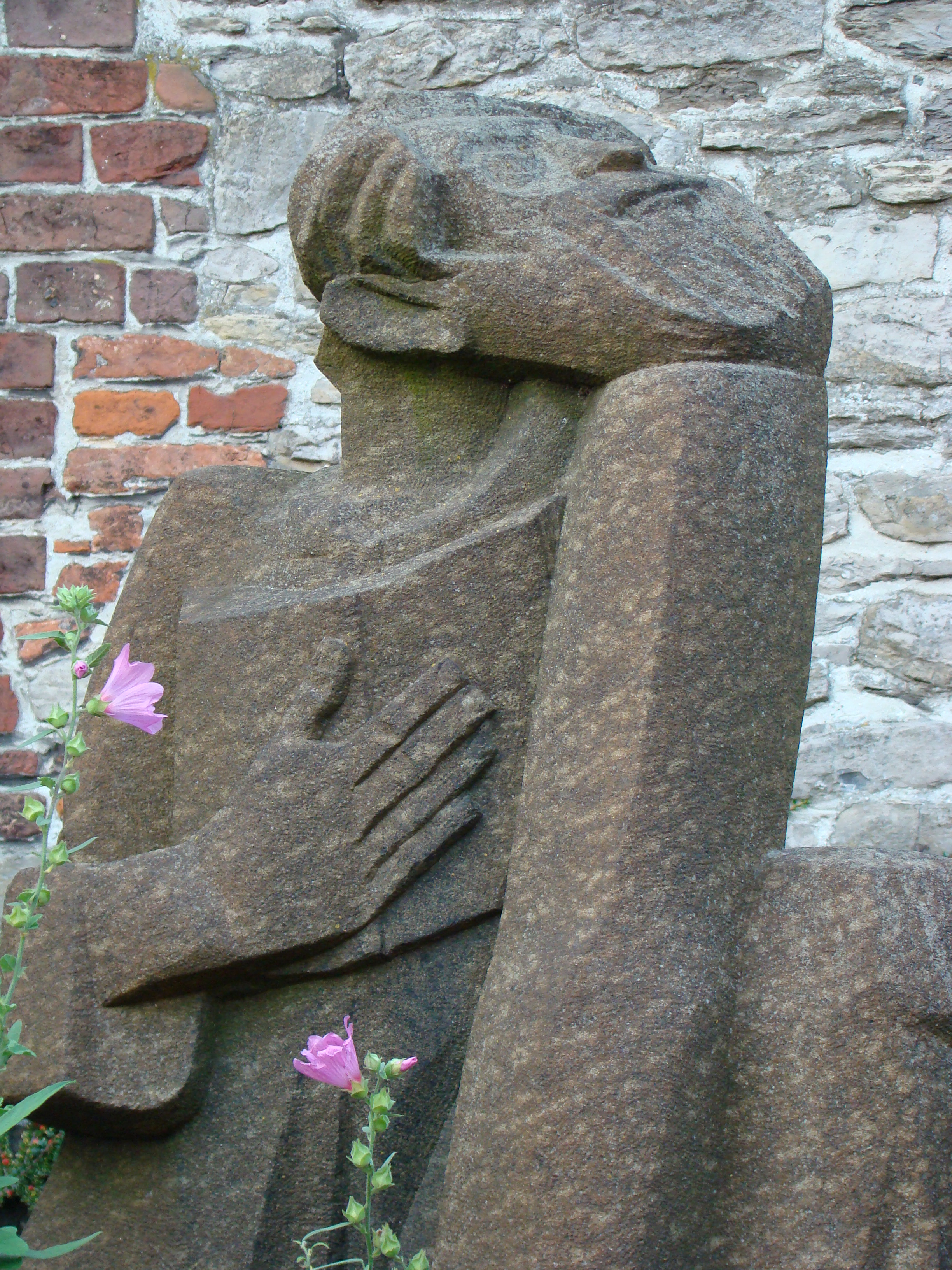
Gedenkbeeld René De Clercq aan de Sint-Columbakerk

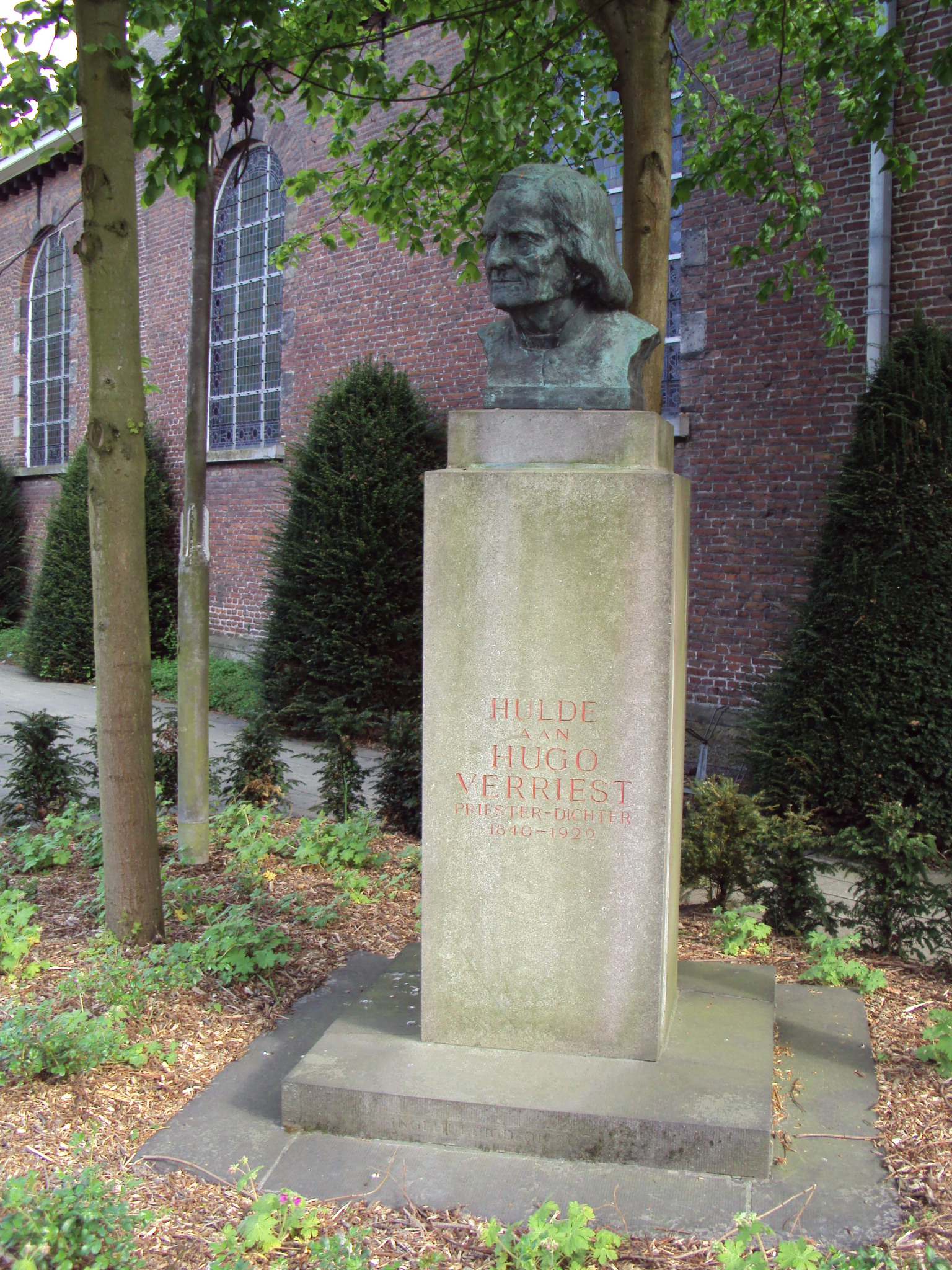
Buste Hugo Verriest aan de Sint-Columbakerk

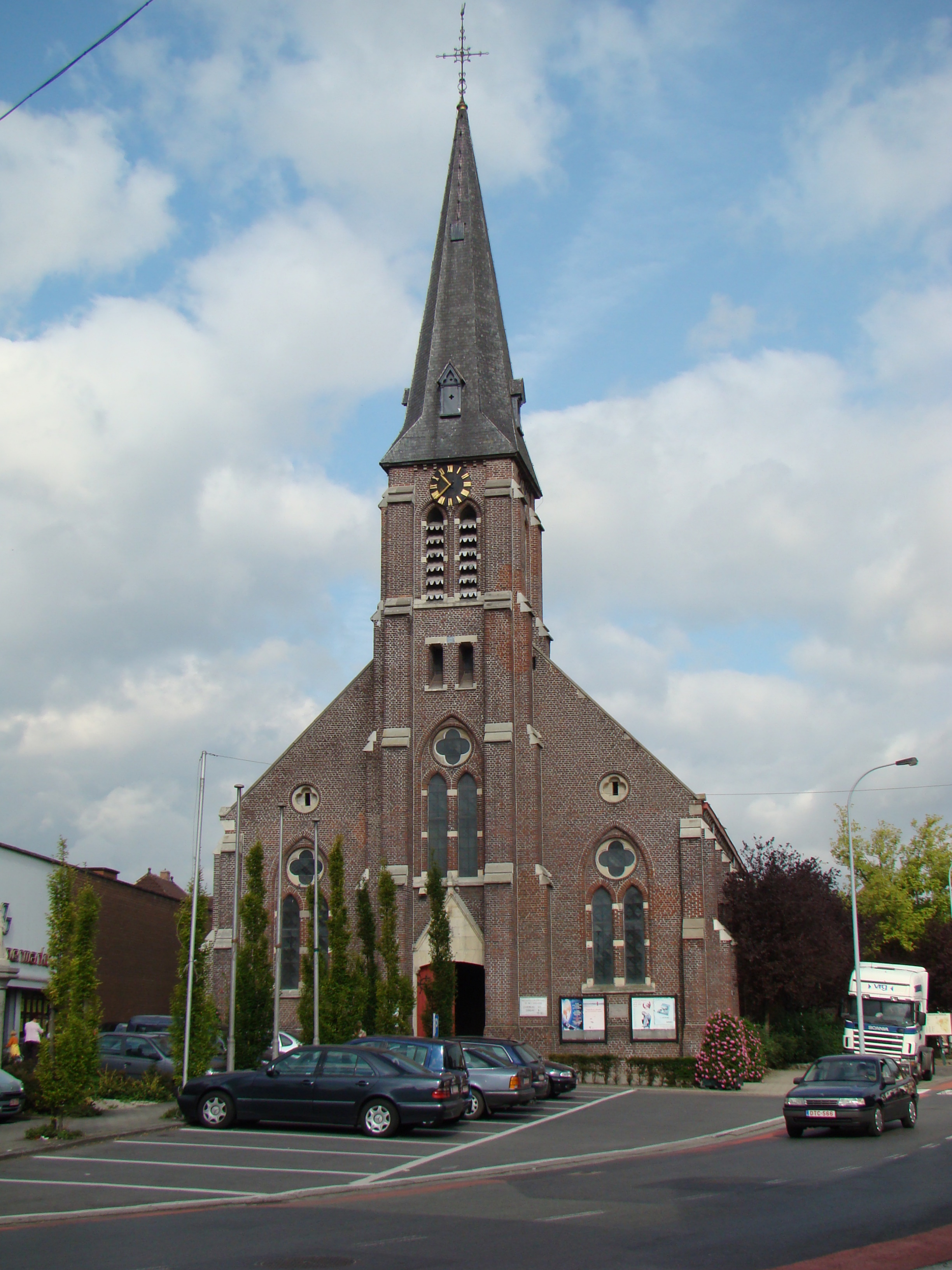
Kerk van Onze-Lieve-Vrouw Onbevlekt Ontvangen te Sint-Lodewijk

Deerlijk is een plaats en gemeente in de Belgische provincie West-Vlaanderen. Ze telt ruim 12.000 inwoners.
De gemeente wordt doorkruist door de spoorweg Denderleeuw-Kortrijk, de autosnelweg E17 (traject Gent-Kortrijk) en de gewestweg N36. Twee grote beken lopen door de gemeente: de Gaverbeek en de Slijpbeek.

## Toponymie
Over de verklaring van de naam Deerlijk zijn de naamkundigen het niet eens. Volgens de meest gezaghebbende onder hen, Maurits Gysseling, is de naam Deerlijk een Gallo-Romeinse nederzettingsnaam, namelijk Thrasiliacas, afgeleid van de Germaanse persoonsnaam Thrasilo, gecombineerd met het Latijnse achtervoegsel -iacas. Deerlijk zou dan betekenen "nederzetting toebehorend aan Thrasilo". De oudste schrijfwijzen die men in de documenten aantreft, zijn Derlike (1070) en Tresleca (1111). Later, in de 17de, de 18de en de 19de eeuw treft men ook zeer frequent de benaming D'Eerlyck aan in zowel krantenartikels en pamfletten als in officiële teksten zoals verslagen van de rechtbank (de vierschaar).

## Geschiedenis

### Vroegste sporen van bewoning
De oudste sporen van menselijke nederzettingen werden aangetroffen in het waterrijke gebied van de Gavervlakte. Zowel in Deerlijk als in Harelbeke zijn stenen werktuigen gevonden van jager-verzamelaars uit het laat-paleolithicum, meer bepaald uit de zogenaamde Tjongercultuur (ca. 7000 v.Chr.). Verschillende vondsten, zoals een fragment van een gepolijste bijl en pijlpunten, wijzen ook op menselijke bewoning tijdens het neolithicum (ca. 3000-2000 v.Chr.). Voorlopig ontbreken op Deerlijks grondgebied sporen uit de bronstijd en de ijzertijd, alhoewel er vermoedelijk ook in die tijd bewoning was. De vele vondsten in de omliggende gemeenten wijzen in die richting.

### Romeinse nederzetting
In het centrum van Deerlijk, tussen de kerk en de kapel ter Ruste, heeft er een Gallo-Romeinse nederzetting bestaan (2de-3de eeuw). Opgravingen op de terreinen van de Rijksbasisschool (1974), aan de Sint-Columbakerk (1977), aan het rustoord (1978) en op de terreinen van de voormalige ververij Ovelacq (1997) leverden voldoende bewijsmateriaal, zoals dakpannen, aardewerk en fragmenten van handmaalstenen en vuurbokken. Een schat van ca. 45 munten, in 1848 gevonden in de wijk Belgiek, kan wijzen op het bestaan van een laat-Romeinse of Merovingische nederzetting (4de eeuw). Door de invallen van Germaanse stammen zijn vondsten uit deze periode in België vrij zeldzaam.

### Middeleeuwen: het ontstaan van Deerlijk
Twee grote bossen, gescheiden door de Gavermoerassen, bedekten Deerlijk. In het noorden, vanaf de Hoog-en Waregemstraat over Beveren-Leie en Desselgem, lag het dichte Methela- of Medelewoud en ten zuiden van de Gavermoerassen het kleinere Feretwoud. In de 10e eeuw schonk Arnulf de Grote, graaf van Vlaanderen, aan de Gentse Sint-Pietersabdij grote gebieden uit zijn domein, waaronder het Medelewoud. De abdij liet dat woud in de volgende eeuwen systematisch ontginnen en in cultuur brengen. Dat gaf ontstaan aan heel wat omwalde hoeven, van waaruit de ontginning doeltreffend werd georganiseerd. Vermelden we de nu nog bestaande hoeven het Goed Scaecx te Bruyelstraete (Desselgemstraat 141) en het Goed ten Bruyele (Desselgemstraat 44). Op de zandrug tussen het Medelewoud en de Gavers liep de aloude weg van Kortrijk naar Waregem, dat is de huidige Kortrijkse Heerweg en de Hoog- en Waregemstraat. Op de hoger gelegen droge kouters rond deze weg is ten laatste in de 10e eeuw de nederzetting Derlike ontstaan. Deze kleine en op zichzelf niet zo belangrijke heerlijkheid had echter de kerk op haar grondgebied, zodat ze uitgroeide tot dorpsheerlijkheid en parochie.
In 1119 was voor het eerst in geschriften sprake van een kerk. Het ging toen wellicht om een houten bedehuisje. In de tweede helft van de 12de eeuw werd het gebouw vervangen door een romaanse driebeukige kruiskerk, vervaardigd uit Doornikse blauwsteen.

### Ancien régime
Tot op het einde van het ancien régime was Deerlijk in handen van diverse heren of families, zoals de families de Costere, de Lamotte en de Cassina. Jan – een telg van de familie de Costere – liet vermoedelijk rond 1535 een retabel maken. Het kunstwerk kwam in de Sint-Columbakapel die voor het eerst vermeld werd in 1440. 

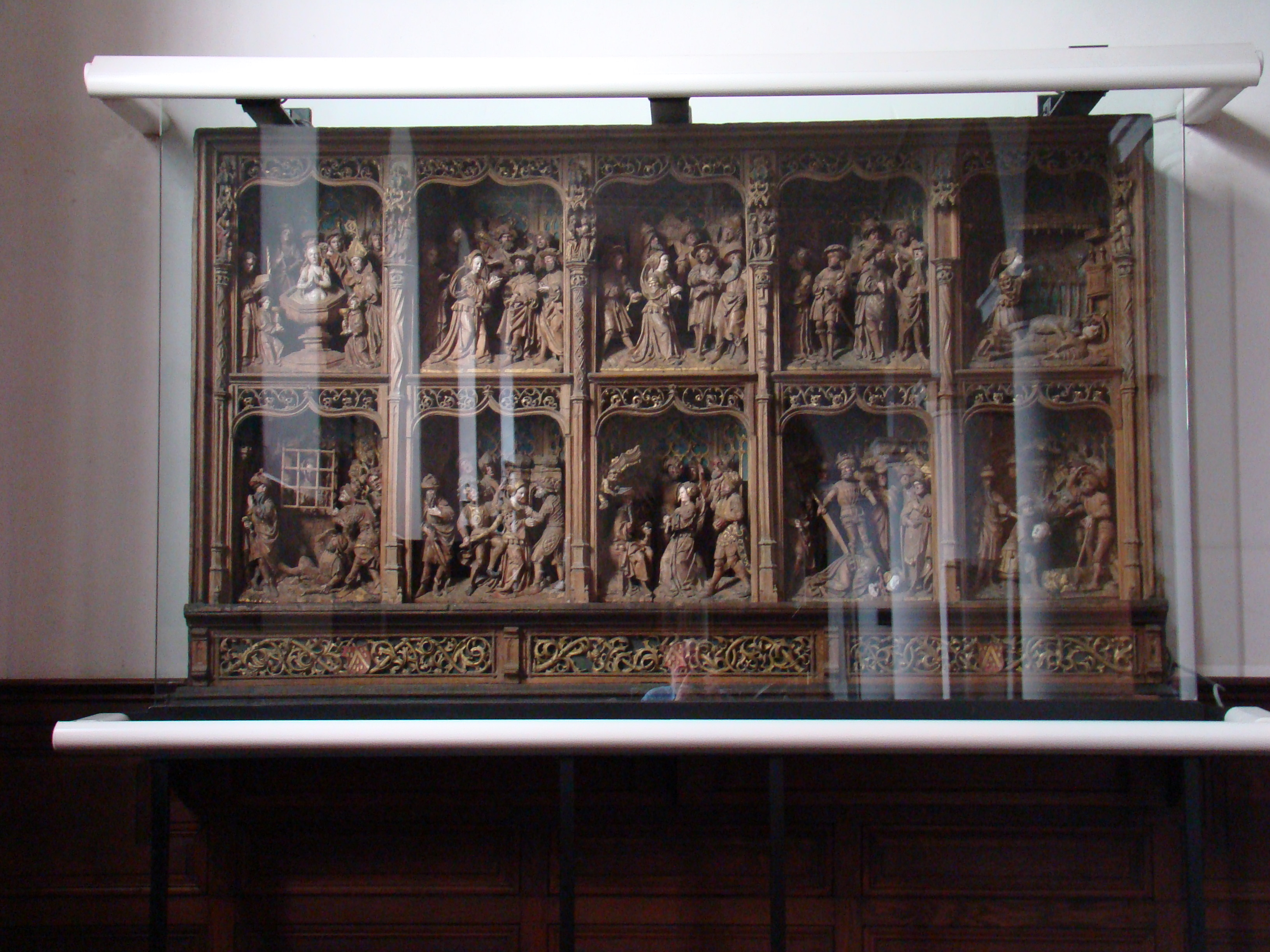
Het Sint-Columbaretabel

Tijdens de Tachtigjarige Oorlog (1568-1648) kreeg Deerlijk het zwaar te verduren. Rondtrekkende troepen eisten voorraden op en brachten vernielingen aan. Als gevolg hiervan liep het inwonersaantal sterk terug en zaailanden werden amper bewerkt. Door het Twaalfjarig Bestand vanaf 1609 werd de gemeente weer opgebouwd. Waarschijnlijk werd bij deze gelegenheid de kerk verkleind tot een tweebeukige kerk.
In 1641 stichtte men de kapelanie van Onze-Lieve-Vrouw ter Ruste (kapel ter Ruste) en in 1666 die van de Pladijshoek (kapel ter ere van Onze-Lieve-Vrouw Onbevlekt Ontvangen, indertijd omschreven als de ‘’Capelle te Keyselberge’’).
De Negenjarige Oorlog (1688-1697) bracht weer rampspoed. Opnieuw verwoestten rondtrekkende en muitende troepen oogsten en hoeven.
Gedurende het Oostenrijkse bewind (1715-1792/94) kende Deerlijk een periode van herstel en relatieve welvaart. De bloei van de vlasnijverheid leidde tot de oprichting van diverse spin- en leerscholen. In 1739 telde de gemeente bijna 200 thuiswevers. Er werd vooral grof linnen geproduceerd. De verhoogde welvaart resulteerde onder meer in een verhoogde bouwactiviteit: in 1755 kwam er een pastorie in de Pontstraat en tussen 1774 en 1776 werd de huidige classicistische Sint-Columbakerk opgetrokken onder leiding van de vermaarde architect Laurent-Benoît Dewez. Bij deze werken werd de ernaast gelegen Sint-Columbakapel afgebroken en het retabel overgebracht naar de nieuwe kerk.
In 1731 werd langs de Harelbekestraat herberg “De Croone” geopend, het latere gemeentehuis. Door de verbreding van de straat in 1893 werd het gebouw afgebroken en verscheen er een nieuw in de plaats.
De herberg Het Damberd kwam er in 1790 en was het geboortehuis van dichter en schrijver René De Clercq.
Pieter Jan Renier, dichter en befaamd om zijn kostschool, werd in Deerlijk geboren in 1795.

### Nieuwste Tijd
Door de Franse Revolutie en de Franse bezetting van onze gewesten (1794-1815) werden de adellijke titels en feodale rechten afgeschaft. De bestuurlijke bevoegdheden gingen over naar een college van burgemeester en schepenen. Eugène De Vlaminck, voorheen nog baljuw en meier, was de eerste burgemeester van Deerlijk.
Kasselrijen en heerlijkheden verdwenen eveneens. Kerken en kapellen werden gesloten of kregen een gewijzigde bestemming. De Sint-Columbakerk, de kapel ter Ruste en de kapel op de Pladijshoek (heden Sint-Lodewijk) gingen dicht. Na het Concordaat van 1801 werden de kerk en de kapel op de Pladijshoek opnieuw geopend. De kapel ter Ruste bleef dicht. In 1804 werd deze laatste ingericht als paardenstalling (voor militair gebruik) en in 1819 kwam er een spinschool.

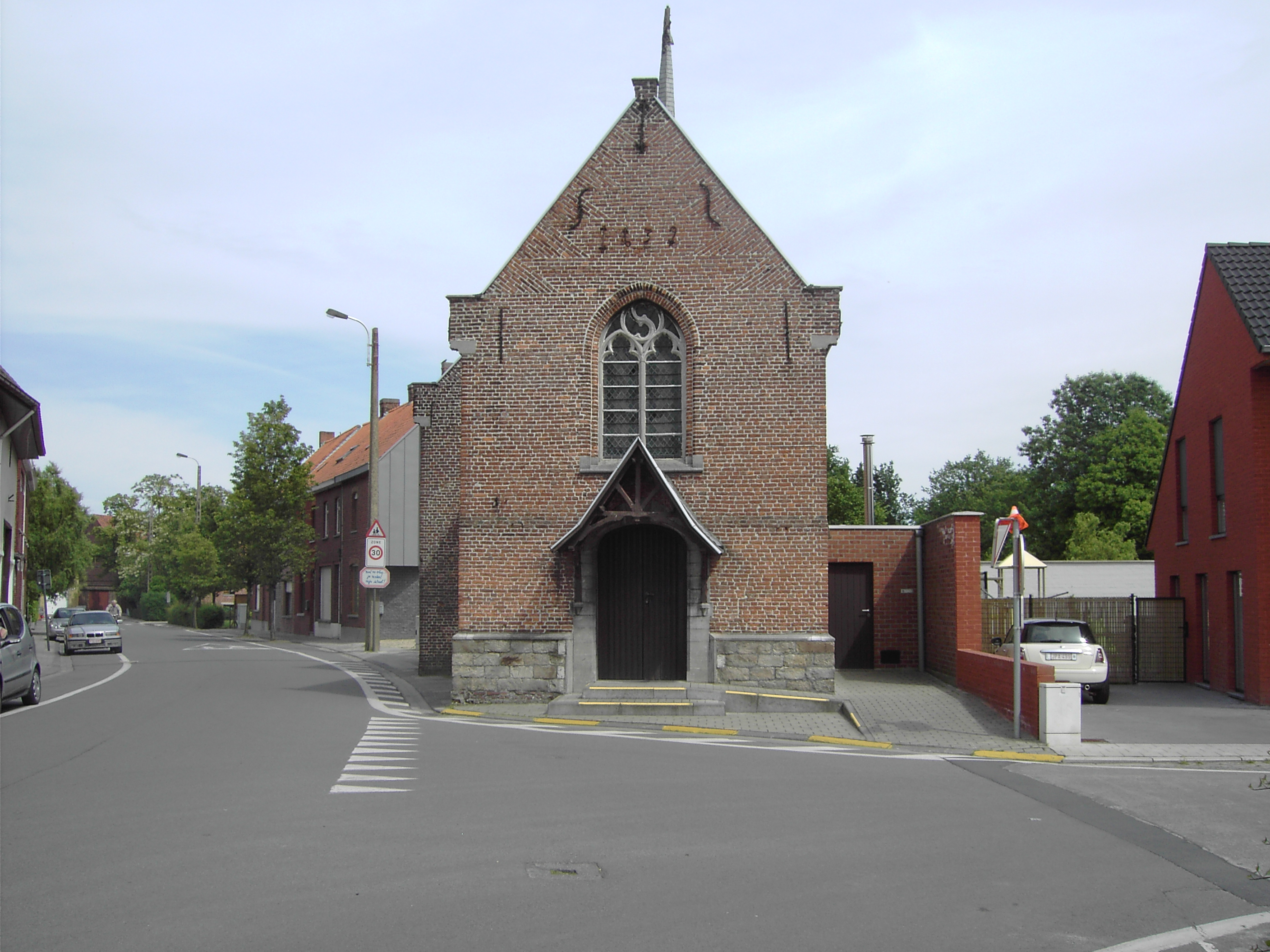
Kapel Onze-Lieve-Vrouw ter Ruste

Door afnemende afzetmarkten en goedkoper machinaal geweven textiel uit Engeland kende de linnennijverheid tijdens de Nederlandse periode (1815-1830) een grote neergang. Tussen 1840 en 1850 kwam deze crisis tot een hoogtepunt. Daarenboven werd de gemeente getroffen door een hongersnood door mislukte aardappel- en graanoogsten. Tot overmaat van ramp kwam hier nog een tyfusepidemie bovenop (in 1847 was in de kapel ter Ruste een hospitaal voor tyfuslijders). Door het oprichten van leerscholen probeerde de overheid de economie te stimuleren. In 1848 openden industriëlen het eerste leerwerkhuis voor wevers in de kapel ter Ruste. De leerlingen kregen les in de modernste weeftechnieken en het mechanisch garen werd er geïntroduceerd. Eens “afgestudeerd” werkten de wevers thuis als loonarbeiders voor een onderaannemer en op bestelling, een nieuwe methode. Door het succes werd in 1853 in de Harelbekestraat nog een leerwerkschool geopend. Ferdinand – vader van de industrieel en politicus Astère Vercruysse de Solart – schonk hiervoor een stuk grond.
Aangetrokken door de goedkope arbeidskrachten streek in 1851 de familie Ovelacq neer in Deerlijk. Deze industriëlen afkomstig uit Roubaix richtten in 1854 een ververij op in de Harelbekestraat. Het geverfde wolgaren ging naar de huisarbeiders die het sponnen en weefden. In 1875 bouwde de familie een mechanische weverij die werk bood aan 300 wevers. Desondanks bleef de huisnijverheid tot de Eerste Wereldoorlog een belangrijk economisch gegeven binnen Deerlijk.
Priester-schrijver Hugo Verriest zag in 1840 het levenslicht in de Hoogstraat.
Grote infrastructuurwerken ontsloten vanaf de tweede helft van de negentiende eeuw het landelijke Deerlijk. In 1847 was de gemeente al via een steenweg verbonden met het station van Harelbeke en in 1856 volgde de Vichtesteenweg als onderdeel van de weg Harelbeke-Kerkhove. De Pladijs- en Stationsstraat kwamen er in 1872, waarmee ook Sint-Lodewijk verbonden werd met het centrum van Deerlijk.
In 1869 kreeg de parochie Sint-Lodewijk haar eigen kerk. Net als de ’Capelle te Keyselberge’ (zie hoger) was het gebouw toegewijd aan Onze-Lieve-Vrouw Onbevlekt Ontvangen. De oude kapel werd in 1885 met de grond gelijk gemaakt.
Vanaf 1868 doorkruiste de spoorlijn van Kortrijk naar Oudenaarde het dorp. In 1892 kwam er een station. Dit werd in 1984 gesloten. Rond de spoorlijn en het station vormde er zich een nieuw gehucht: de Statiewijk.

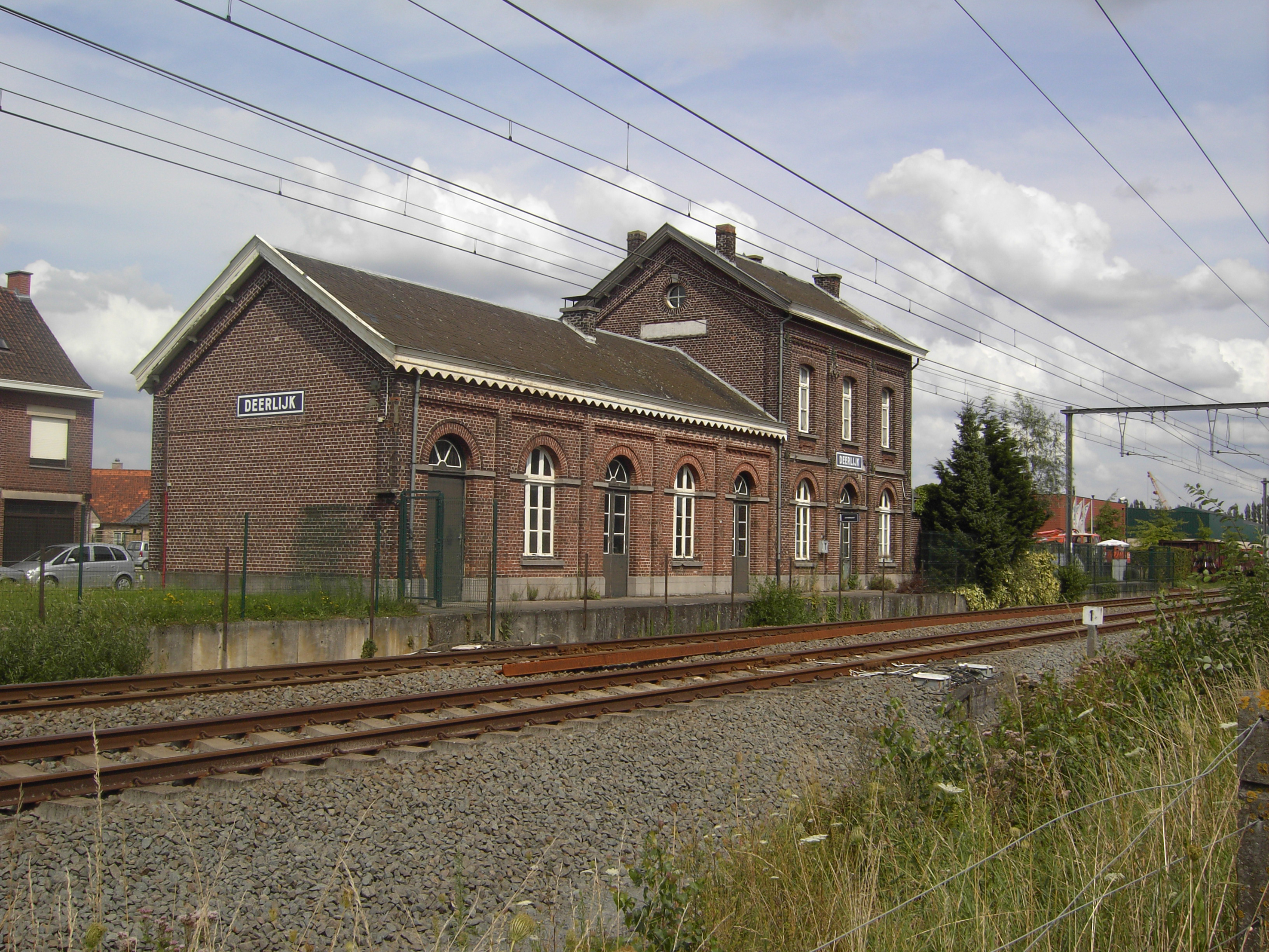
Station Deerlijk

In 1884 werd de bouwvallige kapel ter Ruste gerestaureerd en opnieuw opengesteld voor de eredienst en bedevaarten. Ter gelegenheid van de heropening dichtte Guido Gezelle een Marialied.
De molenaarsfamilie Declercq bouwde in 1888 een stenen stellingmolen, later genaamd “Ter Geest en Te Zande”. Het is de enige van een groot aantal molens die in de gemeente bewaard is gebleven.
In 1890 liet Astère Vercruysse de Solart de boerderij ’t Goed ter Plancken verbouwen tot een kasteel, later het Gaverkasteel genoemd.
De tramlijn Kortrijk-Vichte deed vanaf 1912 Deerlijk aan. Tot 1933 was dit met stoomtrams, daarna met elektrische stellen. Het station van de tram was in het begin van de Vichtesteenweg. De lijn werd afgeschaft in 1957.
Nog in 1912 werd in de Harelbekestraat de firma A. Vandendriessche Electrotechniek gesticht. Vanaf 1944 zou dit bedrijf het gekende gietijzeren wafelijzer gaan produceren. Overigens kwam er in dezelfde periode elektrische stroom in de gemeente.
In de eerste maanden van de Eerste Wereldoorlog waren op Deerlijks grondgebied enkele ernstige schermutselingen tussen Belgische militairen, rijkswachters en Duitse verkenners. Op 17 oktober 1914 namen de Duitsers Deerlijk dan in. Het was het begin van een vier jaar durende bezetting, met ingekwartierde militairen en allerlei geboden en verboden. Opeisingen van goederen en personen kwamen alsmaar frequenter voor. In oktober 1916  werden enkele honderden mannelijke inwoners gedwongen tot arbeid in de streek van Charleville en Sedan, de ziviel- of civielarbeiders (ZAB). Op de foto staan een aantal van hen: 186 Gerard Vangheluwe, 185 Julien Soen, 199 Theofiel Malfait, 82 Medard Vercruysse, 54 Joseph Devogelaere, 507 Alois Bijttebier en Maurice Hye.

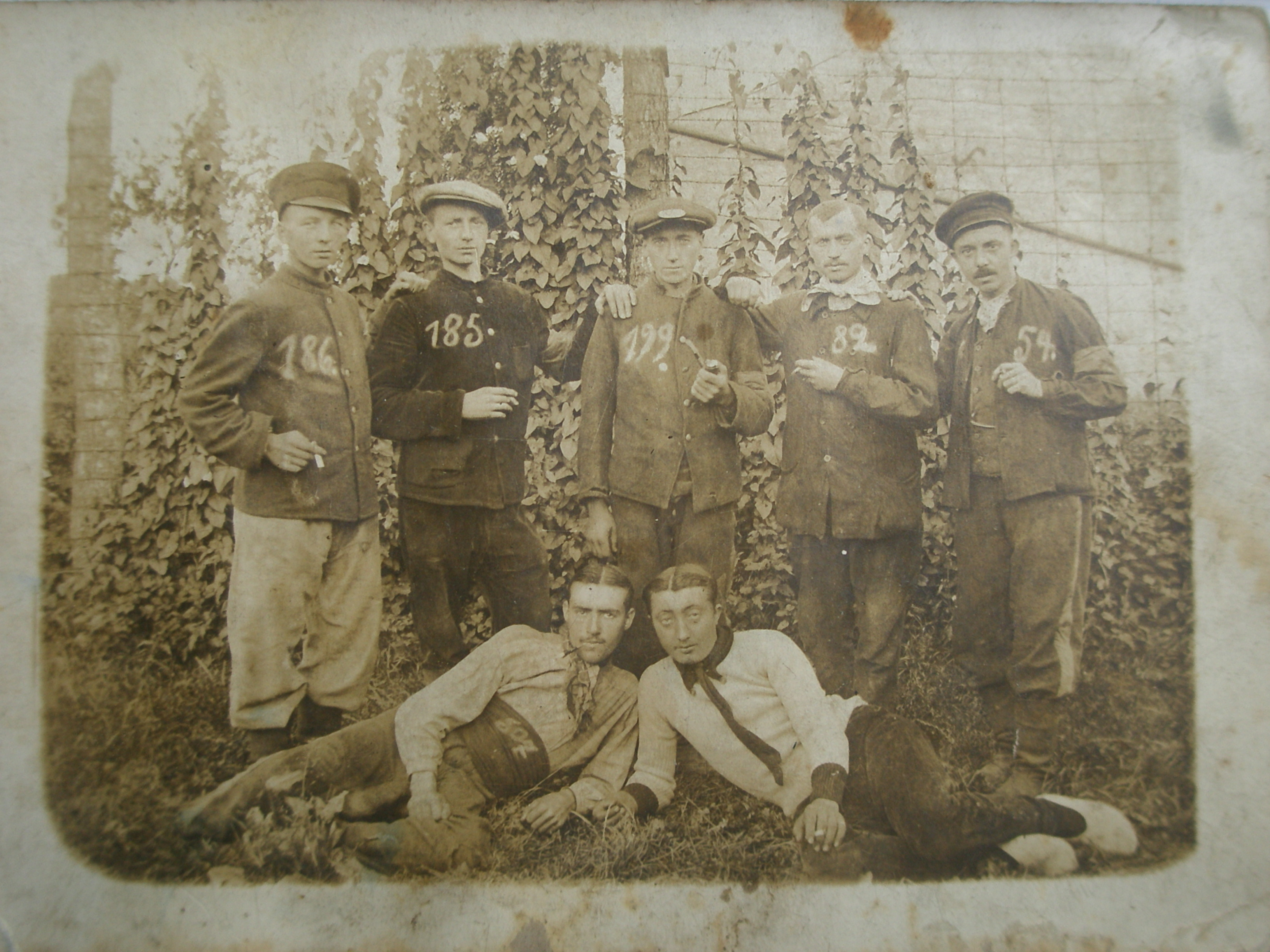
Civielarbeiders (ZAB) Deerlijk 1914-1918

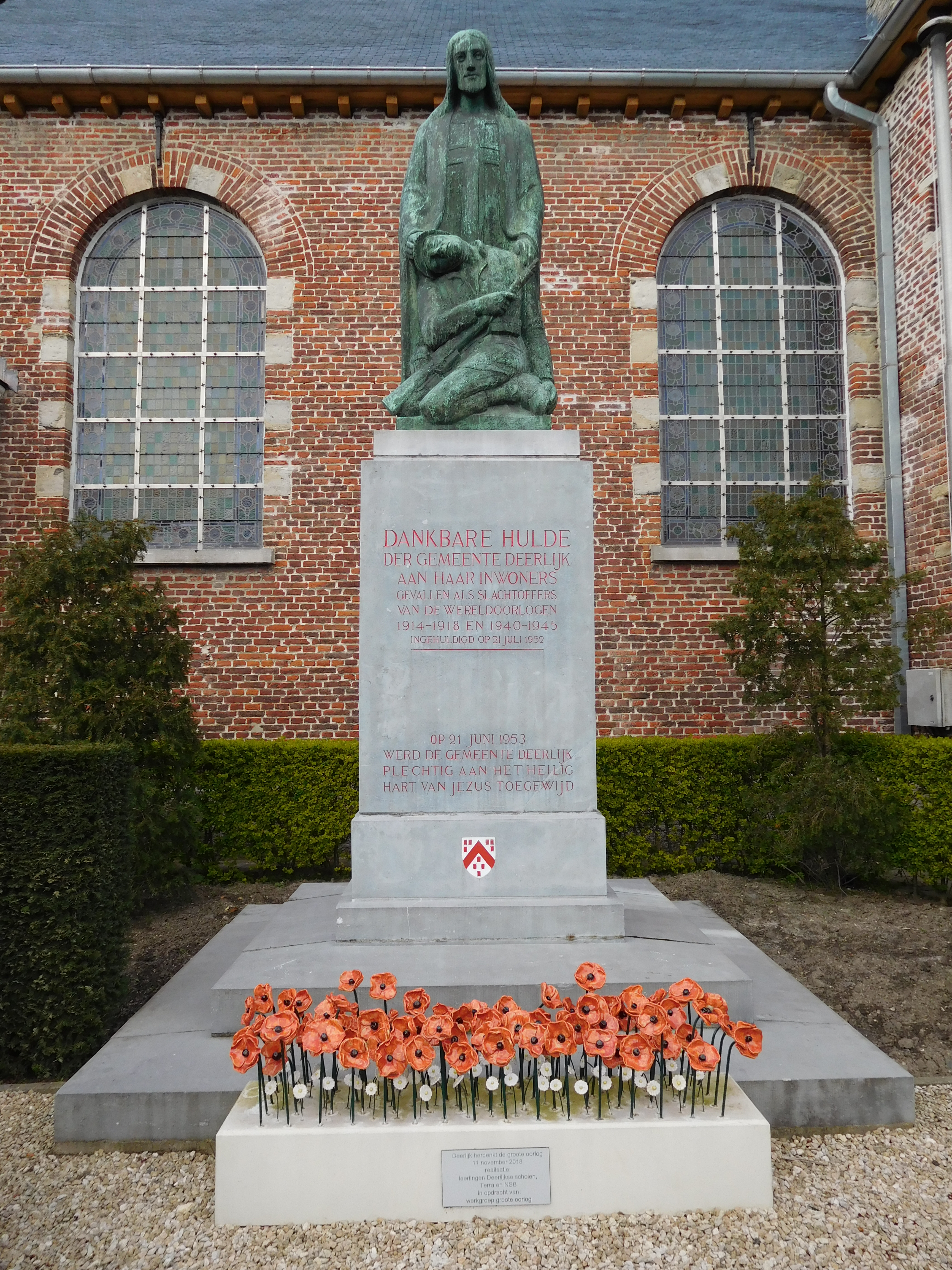
Oorlogsmonument in centrum

De gemeente werd bevrijd op 20 oktober 1918 door Schotse en Ierse troepen. Artilleriebeschietingen richtten in deze laatste fase van de oorlog zware schade aan aan gebouwen en infrastructuur. Onder meer de kerk van Sint-Lodewijk werd getroffen door geschut.
Door oorlogshandelingen stierven op zijn minst 78 Deerlijknaars: twintig soldaten, twee zivielarbeiders en 56 burgers. Hun namen staan op het oorlogsmonument aan de Sint-Columbakerk in het centrum. De namen van de personen uit Sint-Lodewijk worden nog eens herhaald op het plaatselijke oorlogsmonument, aan de achterzijde.
In 1921 werd er in de Hoogstraat – net ten oosten van de locatie waar het latere gemeentekerkhof zou komen – een Duitse militaire begraafplaats aangelegd. De begraafplaats verdween in 1930 toen de laatste gesneuvelden (samen met enkele lotgenoten begraven op het kerkhof van Sint-Lodewijk) overgebracht werden naar andere Duitse militaire begraafplaatsen in de streek.

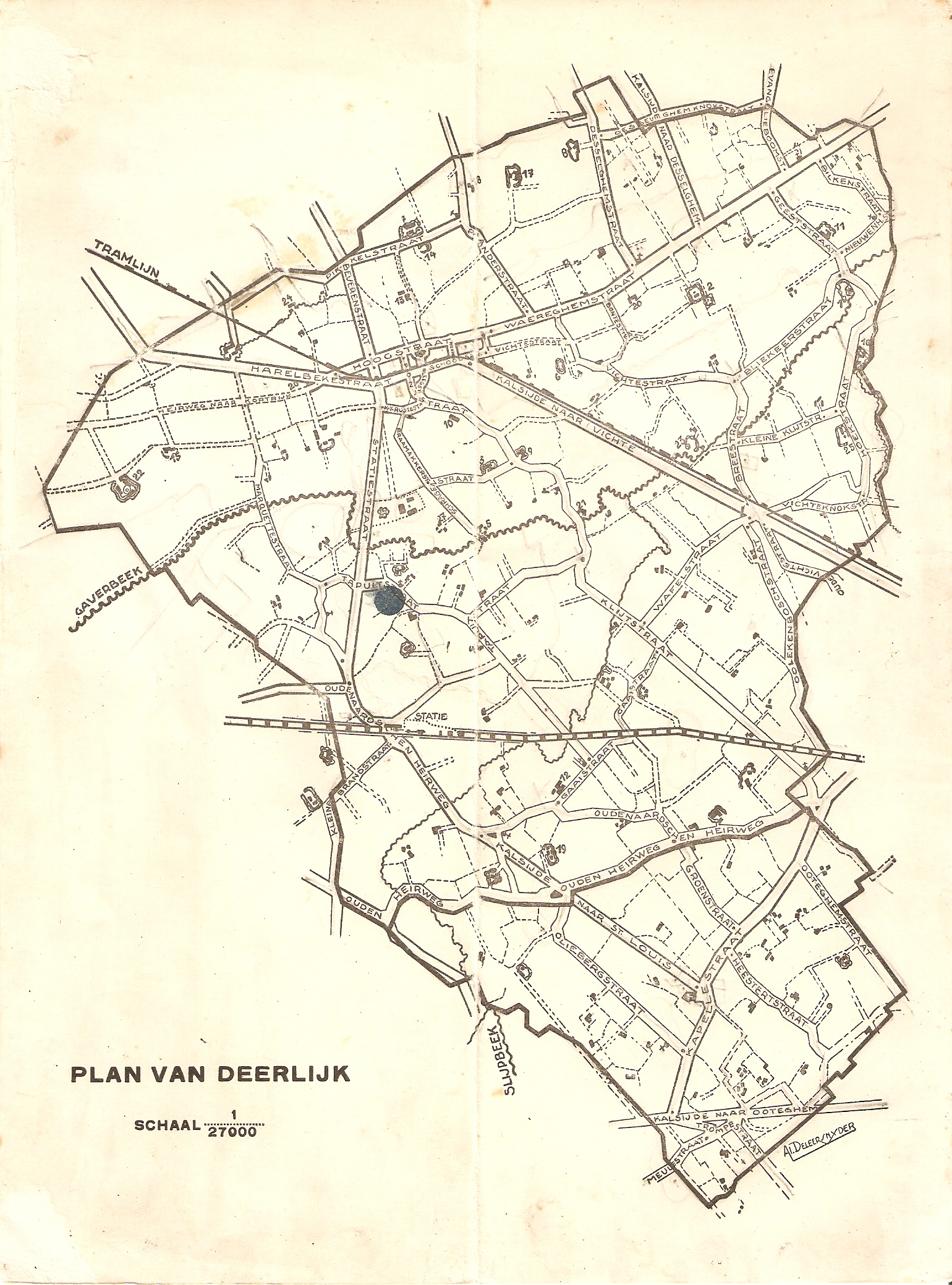
Stratenplan van Deerlijk anno 1931

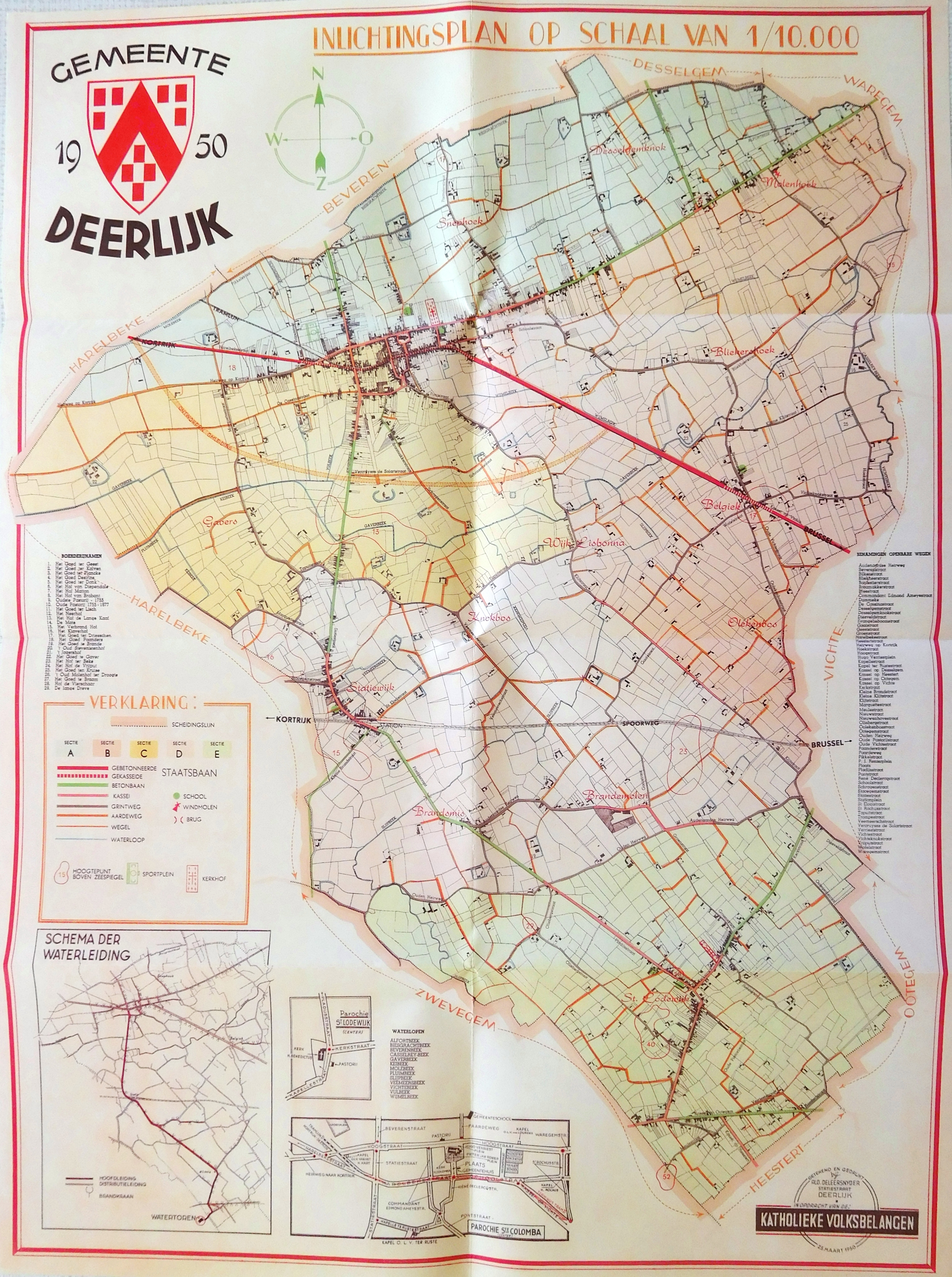
Stratenplan van Deerlijk uit 1950

Uit een nijverheidstelling van 1937 bleek dat Deerlijk een belangrijke textielgemeente was geworden. Elf katoenweverijen, twee fluweelweverijen en zes linnenweverijen waren er te vinden. Diverse mechanische weverijen verschenen langs de belangrijkste wegen en bestaande bedrijven werden uitgebreid. Zo breidde in die periode de ververij Ovelacq uit door de aankoop en integratie van de naastgelegen weverij van de familie Spincemaille (waarvan Jules een telg was). Een andere belangrijke speler in de gemeente was op dat moment de weverij-ververij J. Vanneste-Verwee aan de Oudenaardse Heerweg. Doorheen de jaren werd ook deze fabriek stelselmatig uitgebreid, inclusief een hoge gemetselde schoorsteen met daarop de verticaal geschilderde witte letters ‘VNV’.
Heel bedrijvig in Deerlijk was ook de familie Deknudt: al voor de Eerste Wereldoorlog had Aloïs Deknudt er een bekende fotostudio. In 1923 richtte deze familie een fotokaderfabriek op; in 1946 volgden een spiegel- en in 1956 een lusterfabriek.

Tijdens de Tweede Wereldoorlog vielen Duitse troepen Deerlijk binnen op 23 mei 1940. Dit gebeurde na gevechten met Engelse troepen. Artilleriebeschietingen brachten zoals in de vorige oorlog zware schade toe aan gebouwen en infrastructuur. Landbouwbedrijven hadden te maken met vertrappelde gewassen en omgekomen vee. Na een grimmige Duitse bezetting van bijna vier jaar en vier maanden bevrijdden de Engelsen Deerlijk op 8 september 1944. Wederom brachten artilleriebeschietingen ernstige schade toe aan huizen en bedrijven.

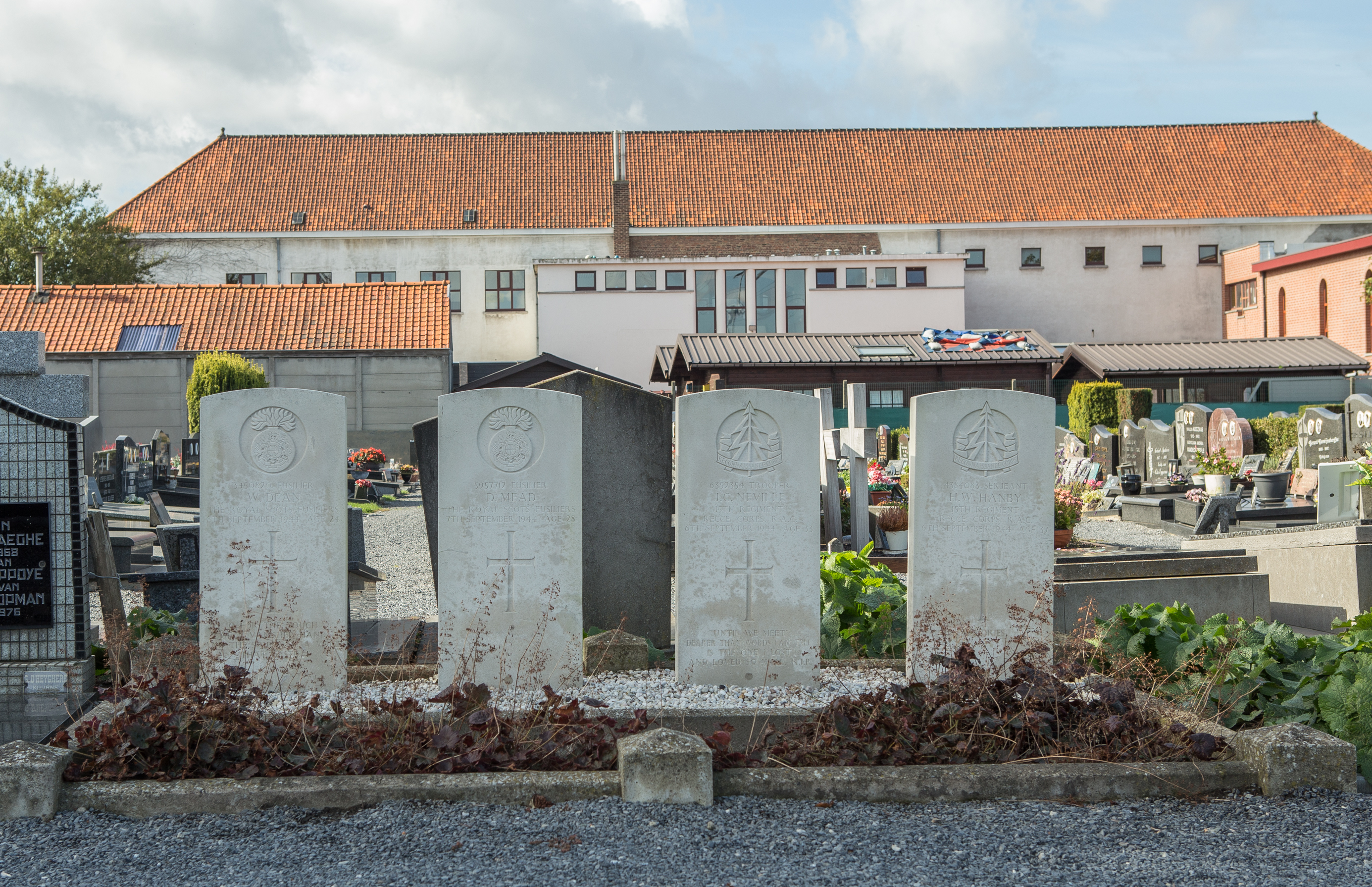
Graven Engelse gesneuvelden 1944 op de begraafplaats centrum

Achttien Deerlijkenaars lieten het leven tijdens deze oorlog: vijf soldaten, vier gedeporteerden en negen burgers. Ook zij staan op het oorlogsmonument aan de kerk in het centrum. De personen afkomstig van Sint-Lodewijk staan nog eens apart vermeld op het oorlogsmonument aan de plaatselijke kerk, op de voorzijde.
Op de begraafplaats van Deerlijk-centrum liggen vier Engelse gesneuvelden, gevallen tijdens de bevrijding van Deerlijk in september 1944.

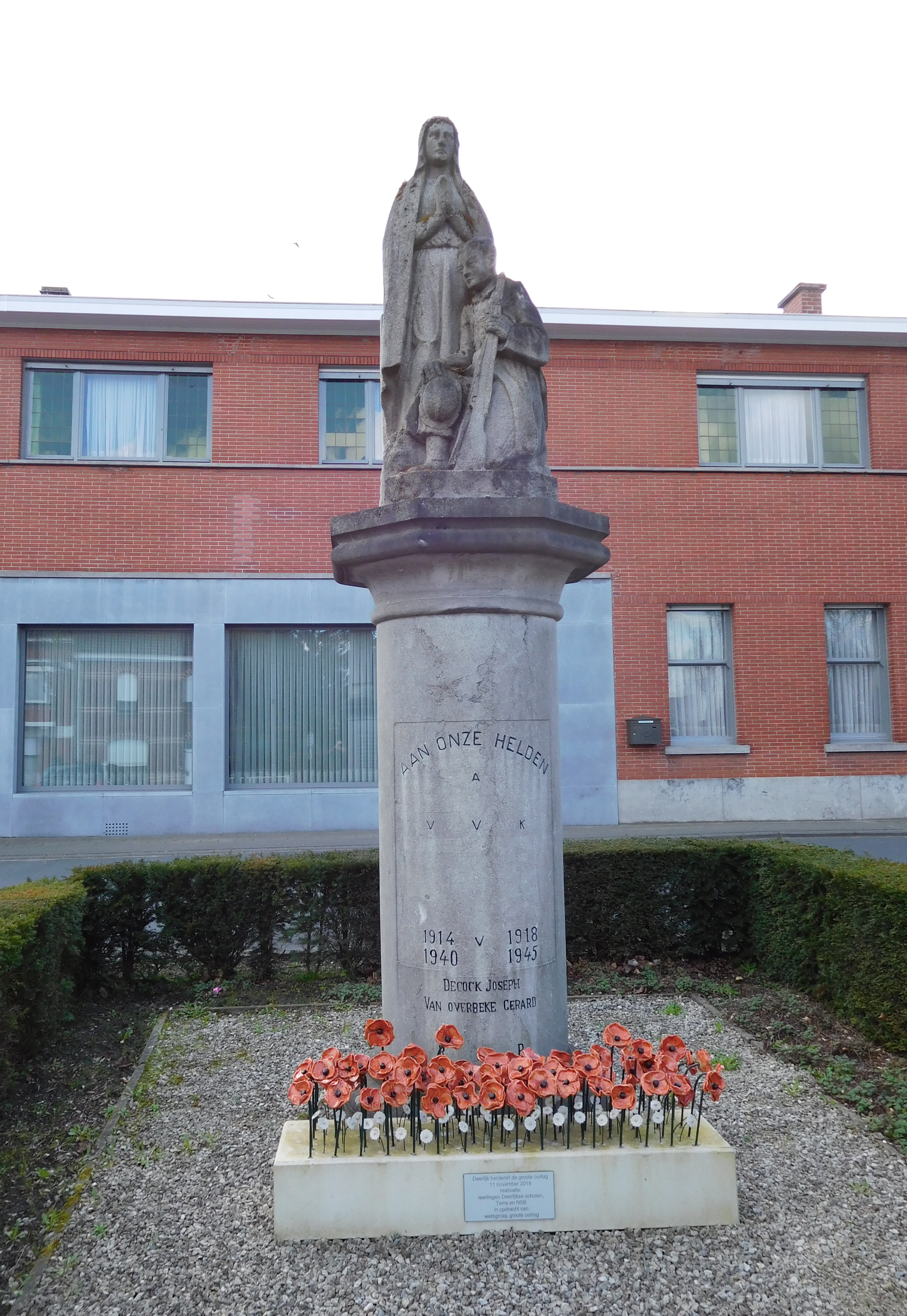
Oorlogsmonument in Sint-Lodewijk

### Hedendaagse Tijd
Na de Tweede Wereldoorlog werden heel wat straten in de gemeente voorzien van een duurzaam wegdek in beton (in de volksmond macadam) of asfalt en/of verbreed. De meeste kasseien werden uitgebroken of verdwenen onder een asfaltlaag.
In 1948 startte Gerard Bekaert langs de Stationsstraat een meubelmakerij die vanaf 1955 zou uitgroeien tot het huidige Meubelen Gaverzicht.
Door het stijgende bevolkingscijfer kwam er nood aan woongelegenheden. Op de wijk Molenhoek langs de Waregemstraat bouwde de sociale huisvestingsmaatschappij Mijn Huis uit Harelbeke in 1951 een rij van 52 woningen, bestaande uit acht zeswoonsten en één vierwoonst. Dezelfde maatschappij zou in 1970-1973 ook tekenen voor de Vogelwijk (126 woningen) en de Koningswijk (een honderdtal sociale en zo’n vijftig privé-woningen) in het noorden van de gemeente (zie ook bij hoofdstuk ‘Wonen’).
In 1956 kocht de gemeente de tuinen van het Gaverkasteel aan, samen met wat aangrenzende gronden. Het jaar daarop ontstond het ontspanningsoord “Het Gaverkasteel” (nu “Gaverdomein”) met onder meer speelpleinen en tennisvelden en in 1971 een sporthal. Een zwembad (genaamd Gaverbad) volgde in 1973.
Rond 1960 ontstond op de Molenhoek een nieuwe parochie, toegewijd aan Sint-Anna. De geestelijkheid wenste voor elke wijkgemeenschap een bidplaats en zo verscheen er in 1963 een kerk. Het werd een moderne zaalkerk, ontworpen door de Brugse architect Christ Vastesaeger.
In 1965 verdiende ongeveer de helft van de bevolking van Deerlijk en Sint-Lodewijk rechtstreeks of onrechtstreeks zijn brood in de textielnijverheid. Een grote naam in die dagen was de textielfirma Nuyttens Theo & Omer, met onder meer een afdeling in de Harelbekestraat. Die gebouwen werden door de jaren uitgebreid tot aan de De Cassinastraat. Het belang van de familie Nuyttens voor de plaatselijke economie weerspiegelde zich in het toekennen van een straatnaam – de Theo Nuyttenslaan – waar zich een andere afdeling van het bedrijf bevond.
Tientallen thuiswevers waren in die dagen actief in Deerlijk, vaak reeds van generatie op generatie. Naast of achter vele huizen was er een bedrijfsgebouwtje of een schuur te vinden met één of meerdere weefgetouwen.
Door de toename van de industrie en de huizenbouw in de jaren 1950-1960 verdween heel wat landbouwgrond. Op dat moment ging ook de vlasbewerking door een dal. Nogal wat landbouwers schakelden over naar de tuinbouw, groenteteelt en veeteelt.
Met de opening van de Bloemenwijk verschenen in 1969 de eerste appartementen in het centrum (zie ook bij hoofdstuk ‘Wonen’). In de gangen onder in deze gebouwen kwam een shopping center dat daarna niet echt van de grond zou komen. Enkele handelszaken boekten wel succes, waaronder een supermarkt en een reisbureau.

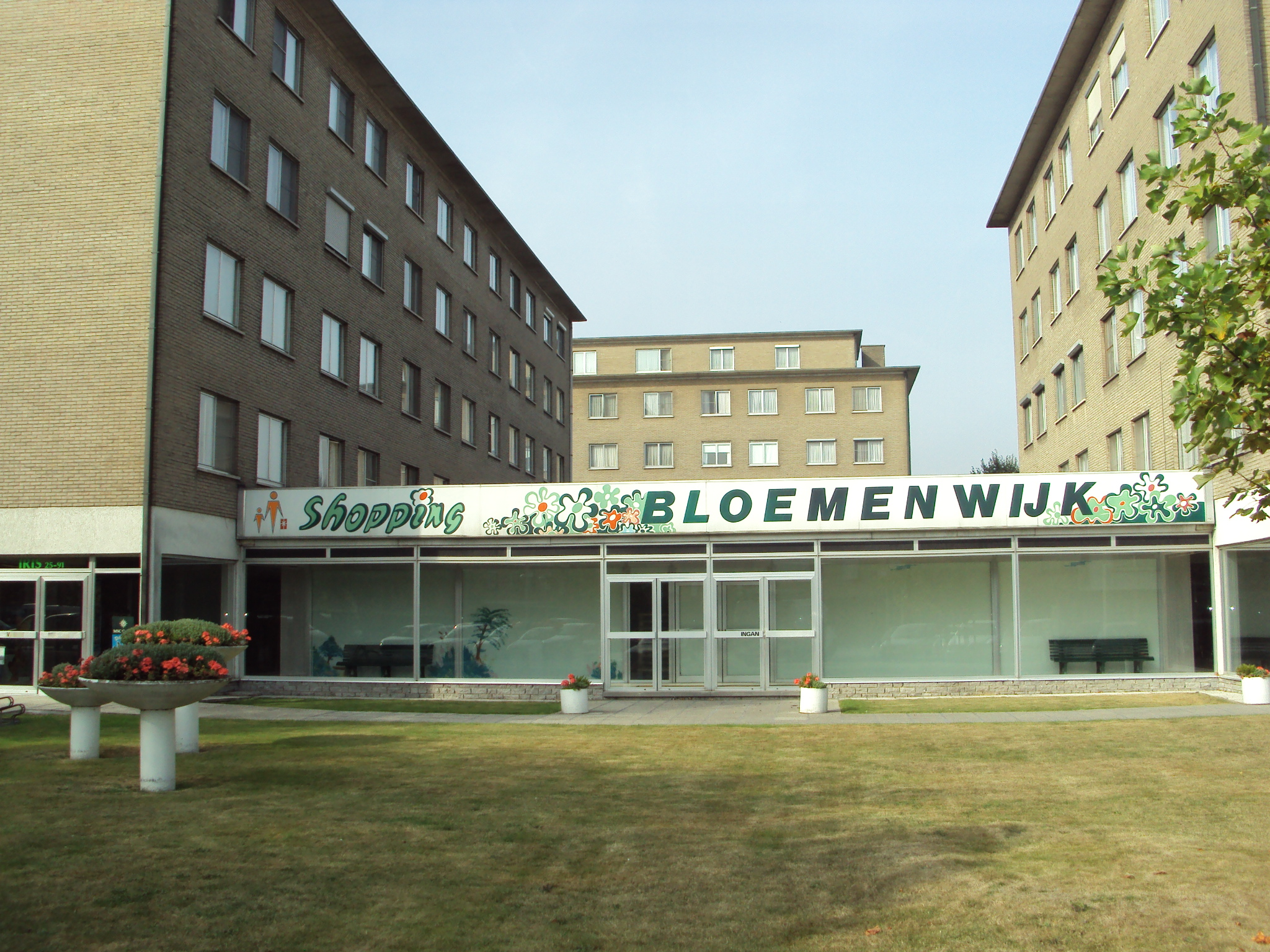
Vroegere shopping center Bloemenwijk. Zicht vanuit Tulpenlaan

Voor een betere toegang tot het geheel en het creëren van parkeerplaatsen (het huidige Neunkirchenplein) werden in de Hoogstraat de huizen van voormalig burgemeester Hector Isebaert en gewezen notaris Georges Masselus afgebroken. Ook in de flankerende Tulpenlaan kwamen parkeerplaatsen. Rond de appartementsblokken zijn nu nog grote bomen te zien; deze zijn restanten van de tuinen van de afgebroken huizen in de Hoogstraat.
Met de komst in 1969-1970 van de E3- (later E17-)autosnelweg zou het uitzicht van Deerlijk radicaal veranderen. Het stratenpatroon en uitzicht van de gemeente werden sterk gewijzigd: verscheidene straten eindigden voortaan aan de snelweg of werden buiten gebruik gesteld.
Er kwamen bruggen over de snelweg in de Breestraat, de Vichtesteenweg en de Pontstraat. Van deze straten werd tevens het tracé deels verlegd.
Het traject van de Stationsstraat werd niet verlegd, maar over deze weg kwam een brug. Het bedrijf Gaverzicht kwam naast de snelweg te liggen. Diverse boerderijen en huizen moesten wijken voor de snelweg.
In 1972-1973 verrees er naast de E3 een eerste grote industriezone tussen de Breestraat en Nieuwenhove (Waregem), in 1982 uitgebreid tot de industriezone Deerlijk-Waregem. Ze besloeg een oppervlakte van 45 hectare, waarvan 22 hectare op Deerlijks grondgebied. Textielbedrijven namen hier een belangrijke plaats in, maar ook de eerder genoemde ververij Ovelacq en het fotokaderbedrijf Deknudt (Frames) vonden er een nieuwe locatie. Een ander bekend bedrijf was Jumatt, een van de allereerste sleutel-op-de-deur bouwbedrijven in België. Later vestigde zich er het chemiebedrijf Boucquillon, het huidige Brenntag.
Voor de bediening van de nieuwe bedrijvenzone was de Nijverheidslaan aangelegd. Deze vond aansluiting op de Breestraat. Voor een betere ontsluiting van de industriezone en de Belgiek was laatstgenoemde straat in de voorgaande jaren verlegd en verlengd tot op de Molenhoek. De Bliekheerstraat – een zijstraat van het oude tracé van de Breestraat – verdween onder het industriepark en het talud voor de E3-brug. Momenteel is het bedrijventerrein ongeveer 70 ha groot en telt zo’n 70 bedrijven, vooral in de verwerkende industrie en de groothandel.
Door de zandwinning voor de snelweg ontwikkelde zich in de Gavermeersen een groot meer, thans het provinciedomein De Gavers. Om het centrum van de gemeente te ontlasten van doorgaand verkeer (via de N36e) legde men in 1982-1984 de ringweg N36 aan. Ook hiervoor werden diverse huizen en boerderijen afgebroken.
In 1984 verhuisde het Kortrijkse bedrijf BST (Belgian Sewing Thread) naar de gebouwen van J. Vanneste-Verwee in de Oudenaardse Heerweg. In 2009 legde deze firma de boeken neer. BST was op dat moment de laatste onafhankelijke naaigarenfabrikant uit de Benelux. In 2014 ging een deel van de gebouwen tegen de grond om plaats te maken voor de nieuwe KMO-zone Brandemolen. Daarbij bleef de landschapsbepalende hoge schoorsteen behouden. Het park -  2,5 hectare groot – omvatte 21 units. De nieuwe straat in het park heet toepasselijk Vanneste-Verweestraat.

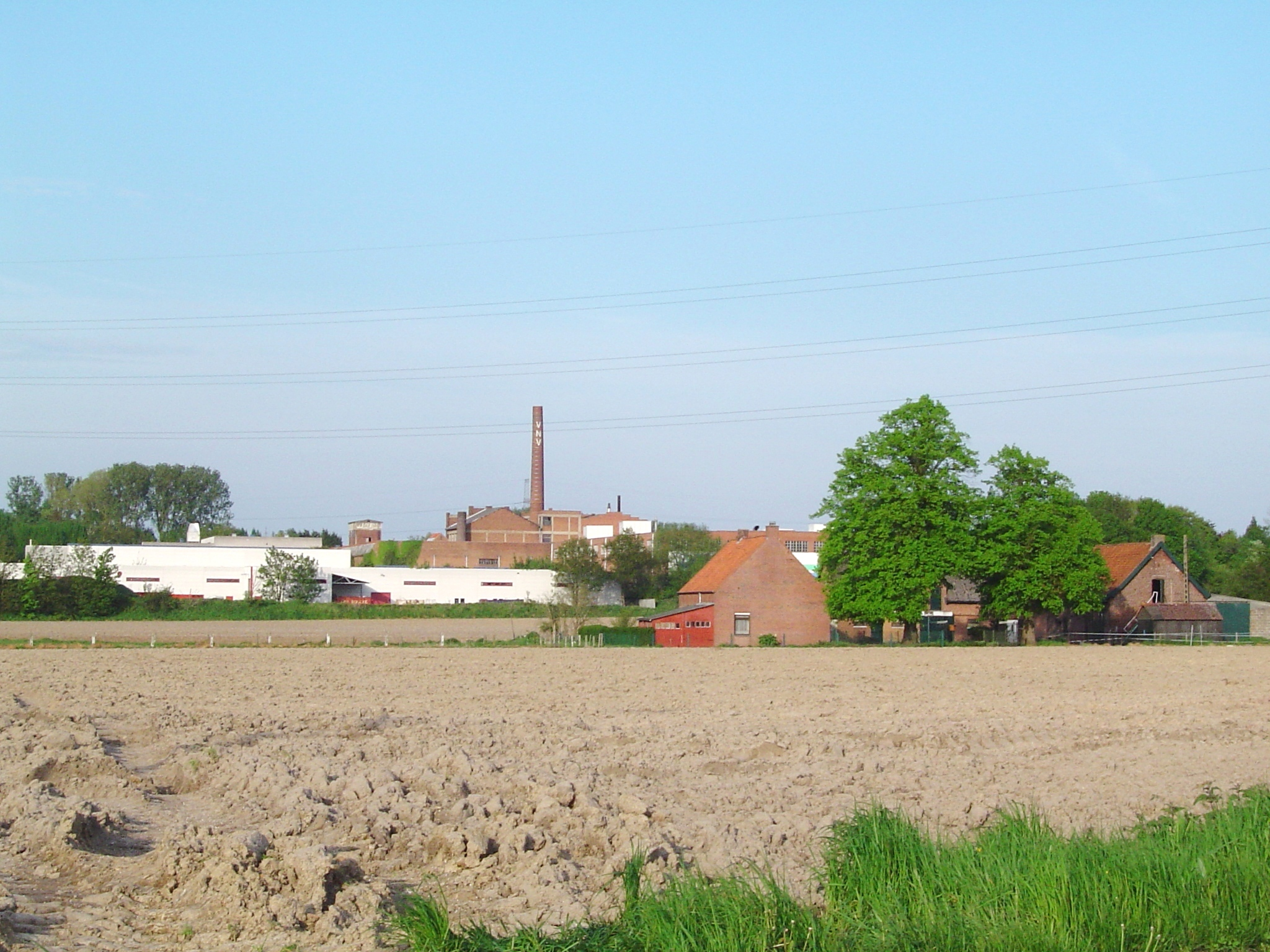
Tot voor enkele jaren het imposante zicht op het bedrijf BST, voorheen Vanneste-Verwee

In 1989 richtte men met Ter Donkt een nieuw industriegebied in, gelegen tussen de N36, Pontstraat, E17 en Stationsstraat. De naam verwijst naar een historisch belangrijke hoeve die afgebroken werd bij de aanleg van het industriepark. Vanaf de jaren 2010 werd naast dit park Ter Donkt II gerealiseerd, gesitueerd tussen de N36, Pontstraat, E17 en Vichtesteenweg. Het ontwerp van dit bedrijventerrein was in handen van tuin- en landschapsarchitect Paul Deroose.
De toename van vooral het zware verkeer naar en van de industriezone Deerlijk-Waregem maakte een herinrichting van het kruispunt Belgiek op de N36 noodzakelijk. De uitvoering van de werken vond plaats in 1991. Het complexe kruispunt – zes wegen komen er samen – bleef echter een knelpunt. Eens te meer drong een reorganisatie zich op. Er werd onder meer gedacht aan de aanleg van een rotonde of zelfs een ontsluitingsweg ten noorden van de E17, maar deze opties werden om diverse redenen verworpen. 
Een finale beslissing bleef evenwel uit. Alleen werden in functie van de heraanleg van het kruispunt langs de Vichtesteenweg een aantal gebouwen neergehaald. 
Uiteindelijk zouden de werkzaamheden in 2021 kunnen aanvatten. Hierbij blijft het bestaande kruispunt behouden, maar de Oude Vichtestraat sluit niet langer aan op de N36. De aansluitende bocht in de Breestraat wordt verbreed en tussen deze straat en de N36 komt een bypass. In augustus 2023 startte men ten slotte de wegenwerken op; terzelfdertijd werd voor de verbreding van het kruispunt nog een oud, leegstaand pand afgebroken.

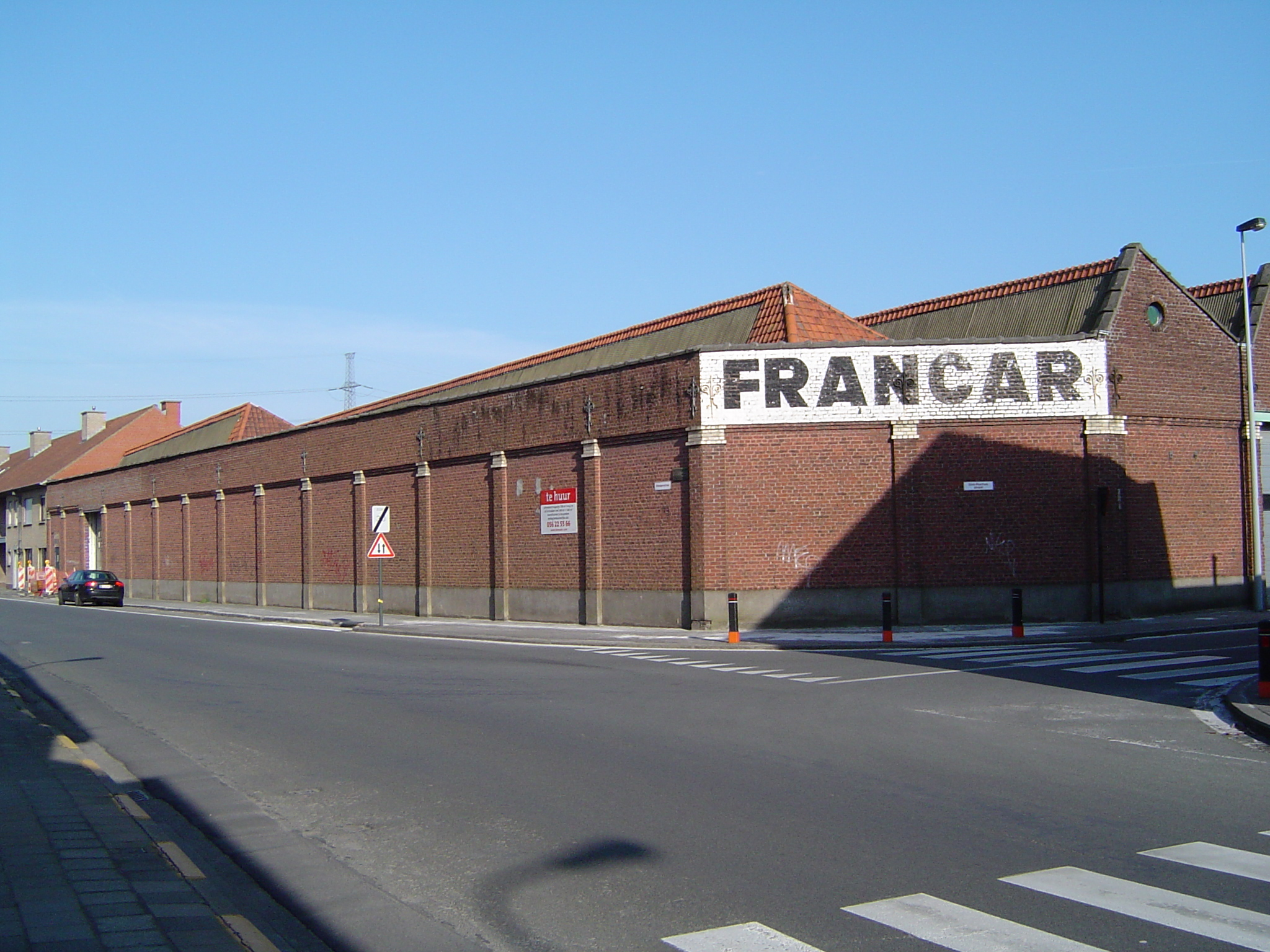
Voormalig oud fabrieksgebouw op de hoek van de Waregem- en de Sint-Rochusstraat

Tegen 2000 was bijna alle industrie weggetrokken uit het centrum van Deerlijk. In 1981 verdween de weverij Busschaert (in de toenmalige gebouwen van de weverij Defraeye (zie ook Leon Defraeye)) in de Harelbekestraat onder de slopershamer en werd vervangen door woningen. Een deel van het bedrijf bleef staan en werd verwerkt in een speelgoedwinkel. Intussen is ook dit deel afgebroken. In 1989 verliet de firma Ovelacq definitief haar gebouwen: dit gebeurde in fasen en nam meer dan vijftien jaar in beslag. De weverij in de Hoogstraat werd deels gesloopt en verbouwd tot sportcentrum. De ververij – met karakteristieke hoge stenen schoorsteen – in de Harelbeke- en Ververijstraat ging in 1996 tegen de vlakte en op het vrijgekomen terrein kwam een appartement. De straatnaam ‘Ververijstraat’ herinnert nog aan dit verleden. Opvallend was dan weer dat de lokale kledingwinkels Fragine en ’t Kapelleke Fashion een serieuze schaalvergroting uitvoerden en op een andere plaats in het centrum van Deerlijk megawinkels neerpootten, respectievelijk in 2001 en 2019.
In 2005 werd een nieuw gemeentehuis in gebruik genomen. Het kwam in de plaats van het vorige gemeentehuis, dat te gedateerd was.
Aan het Neunkirchenplein opende een nieuwe bibliotheek. De oude stek in het Ontmoetingscentrum d’Iefte was te klein geworden.
Door de toename van appartementen en winkels kwam er een gebrek aan parkeerplaatsen in het centrum. In 2007 maakte daarvoor in de Ververijstraat een oud fabriekspand plaats voor een parking. Daarmee werd ook de achterzijde van het aanpalende gemeentehuis ontsloten.

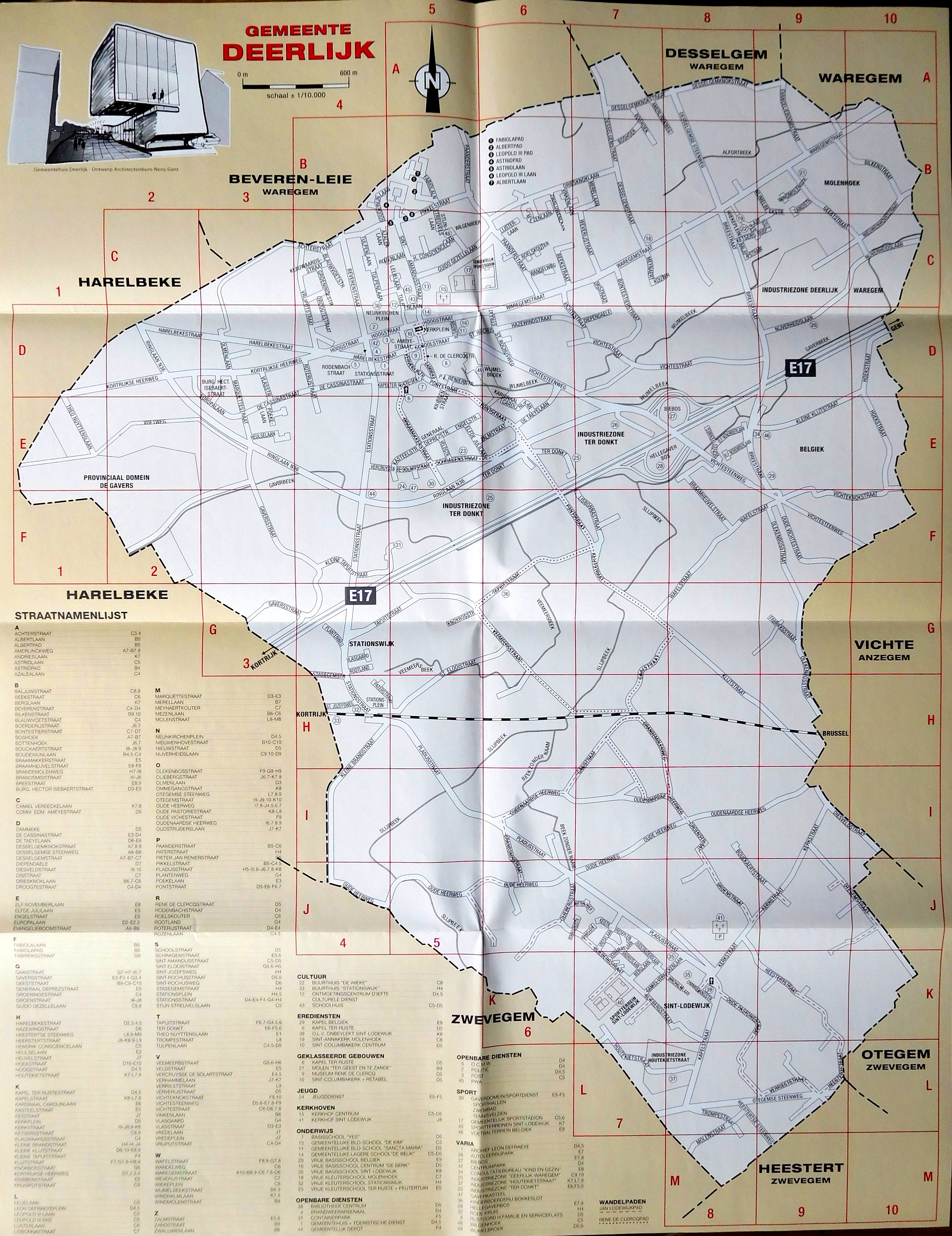
Stratenplan van Deerlijk uit 2010

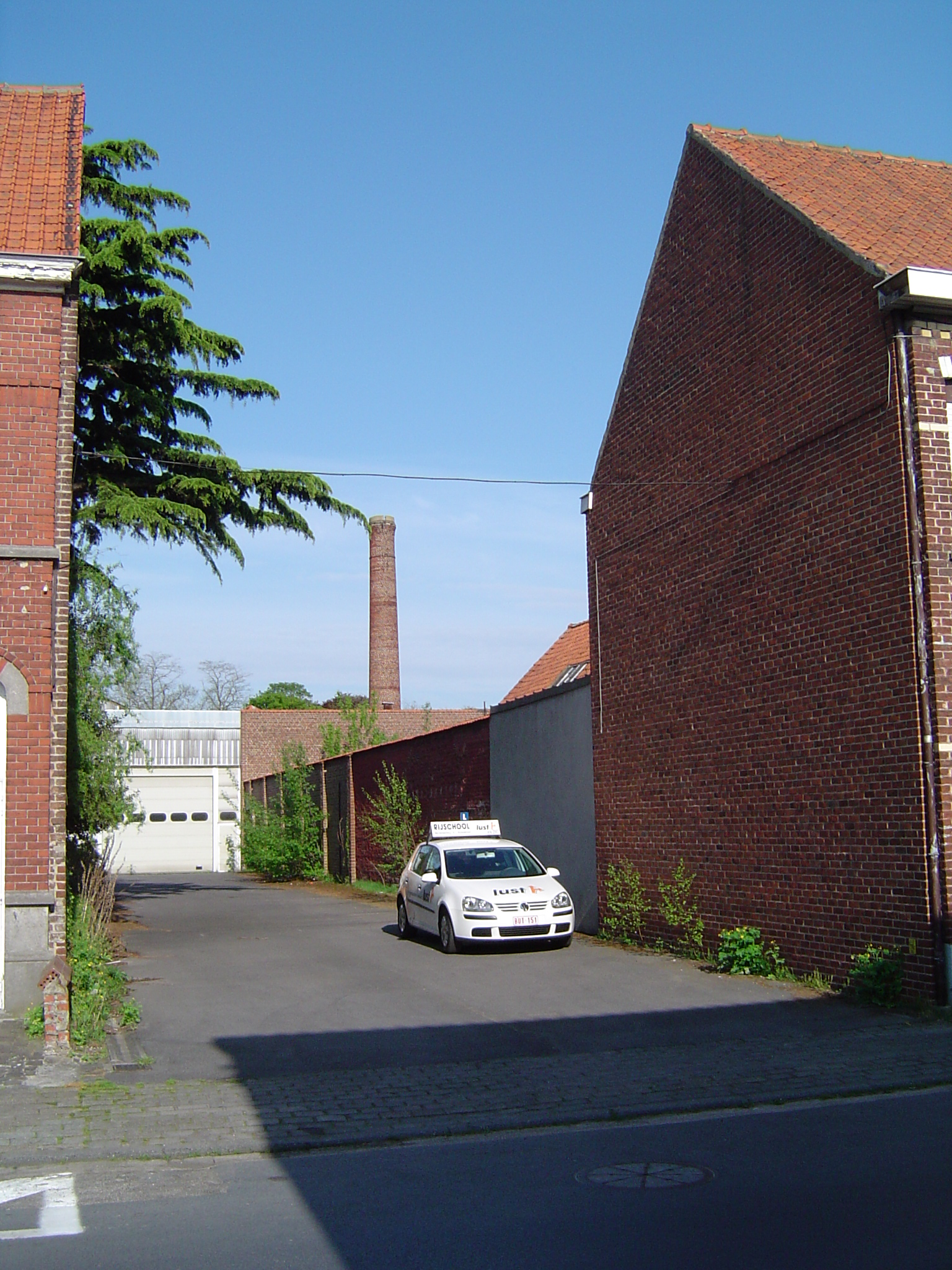
Vroegere gebouwen van de tapijtweverij Verstraete-Verbauwede in de Beverenstraat, 2008

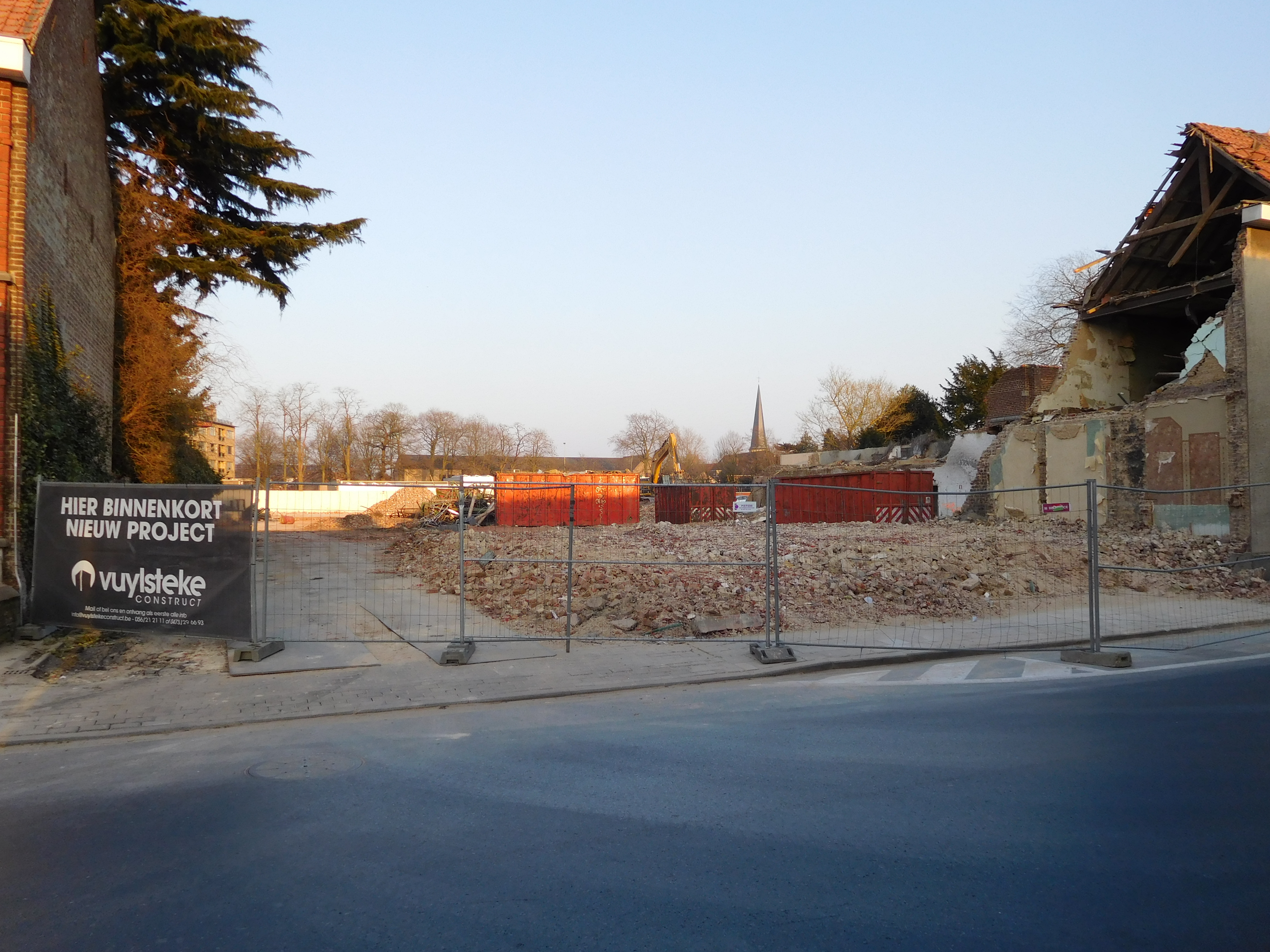
In 2016 maakte de bedrijfssite Verstraete-Verbauwede in de Beverenstraat plaats voor het inbreidingsproject Biesbekepark

Bij de Sint-Annakerk trad betonrot op. Renovatie bleek te duur en het gebouw werd in 2018 gesloopt.
Nog in 2018 begonnen de infrastructuurwerken voor een nieuwe KMO-zone van 4,5 hectare aan de Vichtesteenweg, De Spijker genaamd. Er werd ruimte gecreëerd voor tien tot vijftien kleine tot middelgrote ondernemingen.
In 2019 verdwenen de vroegere bedrijfsgebouwen van de firma Nuyttens in de Harelbekestraat. De achterliggende gebouwen – die grenzen aan de De Cassinastraat – bleven staan of werden al dan niet grondig verbouwd. Hierin huizen een afdeling van de spiegelfabriek Decora en de evenementenhal Uzien, beiden in handen van de familie Deknudt. Het is de bedoeling het gebied te saneren; samen met aangrenzende gronden maakt het al jaren deel uit van een ruimtelijk uitvoeringsplan (RUP), besteld door de gemeente bij Intercommunale Leiedal. Ook voor een nieuwe bestemming van de gronden rond het kruispunt de Barakke (kruising van de Harelbeke- en de Hoogstraat en de Kortrijkse Heerweg) is al jaren een studie aan de gang.
Op 30 november 2019 verliet de brandweer van Deerlijk (nu deel van Hulpverleningszone Fluvia) haar oude kazerne in de Hoogstraat en nam samen met het korps van Anzegem haar intrek in een nagelnieuwe kazerne langs de Vichtesteenweg (op de Belgiek). Toen de beslissing in 2013 viel, was het de eerste keer in België dat twee gemeenten beslisten om een gemeenschappelijke brandweerkazerne te bouwen. De oude brandweerkazerne zal binnen een aantal jaar het veld ruimen. Wellicht wordt nadien voorzien in een uitbreiding van het gemeentepark.
In maart 2021 kregen de krachtlijnen van het ontwerp van de omvorming van de oude brandweersite vorm. Uit zes ontwerpen werd gekozen voor de realisatie van een stadshal en een centrumpark. Er zal voorzien worden in een groene verbinding tussen de Rodenbachstraat en de Cdt. Ameyestraat. Daarnaast komt er een verharde doorsteek tussen het Neunkirchenplein en het gemeentehuis. Centraal wordt een groene ruimte of centrumpark aangelegd. In het aanpalende oude politiekantoor in de Hoogstraat komt er een horeca-uitbating met een open terras naar het park toe. Het verouderde sociale woningblok op het aangrenzende Leon Defraeyeplein wordt gesloopt en krijgt een nieuwe invulling. Via een bewonerspanel konden ook geselecteerde bewoners van de gemeente meewerken aan de concrete invulling van het project.
De herinrichting van de oude brandweersite tot een groen park maakt een belangrijk deel uit van het 'meerjarenplan 2020-2025' van de gemeente. Nog van belang hierin zijn de nieuwbouw en renovatie van de gemeentescholen De Kim en De Beuk langs de Sint-Amandusstraat. In het najaar van 2021 wordt aangevangen met deze werken, waarbij onder meer de conciërgewoning tussen de twee scholen wordt afgebroken en vervangen door nieuwe klaslokalen. Daarnaast is er de opwaardering van het Gaverdomein, met de renovatie van het Gaverkasteel. Ook de herwaardering van de dorpskernen van de Belgiek, de Molenhoek en Sint-Lodewijk vormt een wezenlijk element van het meerjarenplan.
In juli 2021 volgde de afbraak van de voormalige weverij Francar, gelegen op de hoek van de Waregemstraat met de Sint-Rochusstraat en de Hazewindstraat. Het was een van de laatst overgebleven oude en grote industriële sites in het centrum van de gemeente. Er komt een wooncomplex in de plaats met 31 appartementen en 17 woningen.
Einde november 2021 maakte het gemeentebestuur een actualisatie bekend van het meerjarenplan 2020-2025. Hierin staat dat het Leon Defraeyeplein al in 2022 omgevormd wordt tot een groen centrumpark. Dat daarvoor de oude brandweerkazerne en de naastgelegen 38 sociale woningen tegen de vlakte gaan, was al bekend. Nieuw is dat aan de rand van het park een bibliotheek en het vrijetijdspunt komen in één gebouw. 
Ter compensatie van de huizen die verdwijnen op het Leon Defraeyeplein wordt de bouw gepland van nieuwe sociale woningen op de hoek van de N36 (ring) en de Stationsstraat, vlak bij het gemeentedepot. 
Oorspronkelijk zou het Ontmoetingscentrum d’Iefte aan het Neunkirchenplein gerenoveerd worden, maar het daarvoor voorziene budget bleek niet voldoende. Het gemeentebestuur besliste om een nieuwe theaterzaal met foyer te bouwen op hetzelfde plein, maar op een andere locatie. De nabijgelegen bibliotheek wordt verlaten en er komt een nieuw gebouw aan het Leon Defraeyeplein.   
Het oude Blokkerfiliaal naast het gemeentehuis – afgelopen zomer aangekocht door de gemeente – zal benut worden om er de sociale dienst (OCMW) en de dienst financiën te huisvesten.

### Wapenschild
Het wapenschild van de adellijke familie de Costere, die van de 15e eeuw tot 1628 de heerlijkheid Deerlijk in handen had, werd in 1937 gekozen als gemeenteschild. Dit wapenschild bestaat uit een keper en tien blokjes van keel (rood), vier onderaan en twee keer drie bovenaan, op een zilveren achtergrond.
Per Koninklijk Besluit van 29 juli 1937 werd het erkend als gemeentewapen.

## Ligging en kernen
Deerlijk ligt op de grens van de Vlaamse Zandleemstreek, tussen de steden Harelbeke en Waregem in het arrondissement Kortrijk. De gemeente heeft geen deelgemeente. Bij de grote fusiegolf van 1 januari 1977 is Deerlijk zelfstandig gebleven. In het zuiden ligt wel het grote gehucht Sint-Lodewijk.
Het centrum van de gemeente situeert zich ten noorden van de Gaverbeek, Sint-Lodewijk ligt ten zuiden. Het centrum heeft een drietal kleinere gehuchten aan de rand, namelijk de Statiewijk in het westen, de Molenhoek in het oosten en zuidelijk hiervan de Belgiek.
| #      | Naam                                | Inwoners |
| ------ | ----------------------------------- | -------- |
| I (II) | Deerlijk - Deerlijk - Sint-Lodewijk |          |

De gemeente Deerlijk grenst aan de volgende dorpen en gemeenten:
| - a. Harelbeke (stad Harelbeke) - b. Beveren (stad Waregem) - c. Desselgem (stad Waregem) - d. Waregem met gehucht Nieuwenhove (stad Waregem) |

Deerlijk, kernen en buurgemeenten. De gele gebieden zijn bebouwde kernen.

| - e. Vichte (gemeente Anzegem) - f. Otegem (gemeente Zwevegem) - g. Heestert (gemeente Zwevegem) - h. Zwevegem (gemeente Zwevegem) |

## Landschap en natuur

### Landschap
Het landschap van Deerlijk is licht golvend; de hoogte varieert van ongeveer 14 meter in de Gavervlakte tot bijna 50 meter in het zuiden, in Sint-Lodewijk. Het grootste gedeelte van het grondgebied bevindt zich tussen de hoogtelijnen van 15 en 20 meter.

### Waterlopen
Direct ten zuiden van de bebouwing in het centrum ligt de vallei van de Gaverbeek, waarin moeraskalk te vinden is. De voornaamste waterlopen in de gemeente zijn de Gaverbeek, de Slijpbeek, de Kasselrijbeek en de Biesgrachtbeek. Daarnaast doorsnijden nog de Alfortbeek, de Veemeersbeek en de Wijmelbeek het gebied.

### Natuurgebieden
In en nabij Deerlijk vindt men de volgende natuurgebieden:
- De Bonte Os
- De Gavers, een provinciaal domein op de grens met Harelbeke
- Kleine Gavers
- Wijmelbroek
- Wilgenhoek

## Wonen

### Woonwijken
Kenmerkend voor de gemeente is de aanwezigheid van een groot aantal sociale - en villawijken, zoals de Vogelwijk, de Koningswijk, de Bloemenwijk, de Gaverwijk in het centrum en de Oliebergwijk in Sint-Lodewijk. Kort na de Tweede Wereldoorlog was begonnen met een eerste bouwproject en doorheen de daaropvolgende jaren werd het woonareaal enorm uitgebreid.
Tot op vandaag worden nog woonwijken gerealiseerd, vooral in het centrum van de gemeente. Recent verwezenlijkt zijn bijv. de wijken Bistierland (deels op Deerlijks, deels op Harelbeeks grondgebied ten westen van de Ring), De Heerlijkheid (verkaveling Beek- en Weverijstraat), een uitbreiding van de Vogelwijk ten noorden en het woonproject Sneppe ten westen van de Driesknoklaan. Een nieuwe verkaveling is gerealiseerd ten zuiden van de De Cassinastraat, van een andere ten zuiden van de Tapuitstraat (op de Statiewijk) zijn de wegeniswerken afgerond. In Sint-Lodewijk is er het woonproject Jagershof in de Oude Pastoriestraat.

### Appartementsbouw
Zoals in veel andere gemeenten heeft men de voorbije twintig jaar enorm ingezet op appartementsbouw in Deerlijk, vooral in het centrum. Nogal wat oudere gebouwen gingen hiervoor tegen de vlakte of open ruimte werd ingepalmd. Daarmee is de gemeente op relatief korte tijd grondig van aanblik veranderd.

## Parochies
Tot over enkele jaren telde Deerlijk drie parochies: Sint-Columba, Onze-Lieve-Vrouw-Onbevlekt Ontvangen (Sint-Lodewijk) en Sint-Anna (Molenhoek). Door het dalende aantal kerkgangers schafte het bisdom Brugge in 2014 de Sint-Annaparochie af. De Sint-Annakerk werd aan de eredienst onttrokken en in 2018 afgebroken.

## Bezienswaardigheden

### Gebouwen
- De Sint-Columbakerk (uit 1774) met het Sint-Columbaretabel (van omstreeks 1535)[49]
- De kapel Onze-Lieve-Vrouw ter Ruste (uit 1639)
- Het voormalige gemeentehuis en herberg De Kroon (uit 1731, herbouwd in 1893)
- Het museum geboortehuis René De Clercq (uit 1790)
- De kerk van O.-L.-Vrouw Onbevlekt Ontvangen van Sint-Lodewijk (uit 1869)
- De windmolen Ter Geest en Te Zande (uit 1888; genoemd naar twee verdwenen oudere molens uit Deerlijk)
- Het Gaverkasteel (uit 1890)

### Onroerend erfgoed
- Lijst van onroerend erfgoed in Deerlijk[50]

## Demografische ontwikkeling
- Bronnen: NIS/ Opmerking: 1831 tot en met 1981= volkstellingen; 1990 en later= inwoneraantal op 1 januari

Het oudst gekende bevolkingscijfer dateert van 1469. Toen telde Deerlijk 715 inwoners en 159 huizen. In 1815: 4435 inwoners en 817 huizen.
- Bron: Gemeentebestuur van Deerlijk in Adresboek van Deerlijk..., 1977, blz. 20

| Inwoners van jaar tot jaar op 1 januari 1992 tot heden | Inwoners van jaar tot jaar op 1 januari 1992 tot heden | Inwoners van jaar tot jaar op 1 januari 1992 tot heden |
| jaar                                                   | Aantal                                                 | Evolutie: 1992=index 100                               |
| ------------------------------------------------------ | ------------------------------------------------------ | ------------------------------------------------------ |
| 1992                                                   | 11.341                                                 | 100,0                                                  |
| 1993                                                   | 11.406                                                 | 100,6                                                  |
| 1994                                                   | 11.369                                                 | 100,2                                                  |
| 1995                                                   | 11.415                                                 | 100,7                                                  |
| 1996                                                   | 11.420                                                 | 100,7                                                  |
| 1997                                                   | 11.399                                                 | 100,5                                                  |
| 1998                                                   | 11.421                                                 | 100,7                                                  |
| 1999                                                   | 11.390                                                 | 100,4                                                  |
| 2000                                                   | 11.460                                                 | 101,0                                                  |
| 2001                                                   | 11.426                                                 | 100,7                                                  |
| 2002                                                   | 11.365                                                 | 100,2                                                  |
| 2003                                                   | 11.342                                                 | 100,0                                                  |
| 2004                                                   | 11.269                                                 | 99,4                                                   |
| 2005                                                   | 11.306                                                 | 99,7                                                   |
| 2006                                                   | 11.310                                                 | 99,7                                                   |
| 2007                                                   | 11.372                                                 | 100,3                                                  |
| 2008                                                   | 11.294                                                 | 99,6                                                   |
| 2009                                                   | 11.299                                                 | 99,6                                                   |
| 2010                                                   | 11.262                                                 | 99,3                                                   |
| 2011                                                   | 11.285                                                 | 99,5                                                   |
| 2012                                                   | 11.414                                                 | 100,6                                                  |
| 2013                                                   | 11.509                                                 | 101,5                                                  |
| 2014                                                   | 11.593                                                 | 102,2                                                  |
| 2015                                                   | 11.683                                                 | 103,0                                                  |
| 2016                                                   | 11.738                                                 | 103,5                                                  |
| 2017                                                   | 11.715                                                 | 103,3                                                  |
| 2018                                                   | 11.796                                                 | 104,0                                                  |
| 2019                                                   | 11.946                                                 | 105,3                                                  |
| 2020                                                   | 12.078                                                 | 106,5                                                  |
| 2021                                                   | 12.182                                                 | 107,4                                                  |
| 2022                                                   | 12.356                                                 | 108,9                                                  |
| 2023                                                   | 12.561                                                 | 110,8                                                  |
| 2024                                                   | 12.670                                                 | 111,7                                                  |
| 2025                                                   | 12.690                                                 | 111,9                                                  |

## Politiek

### Structuur
| Deerlijk         | Deerlijk         | Supranationaal         | Nationaal                         | Nationaal                         | Gemeenschap               | Gewest                    | Provincie                 | Arrondissement  | Provinciedistrict | Kanton          | Gemeente        |
| ---------------- | ---------------- | ---------------------- | --------------------------------- | --------------------------------- | ------------------------- | ------------------------- | ------------------------- | --------------- | ----------------- | --------------- | --------------- |
| Administratief   | Niveau           | Europese Unie          | België                            | België                            | Vlaanderen                | Vlaanderen                | West-Vlaanderen           | Kortrijk        | Kortrijk          | Kortrijk        | Deerlijk        |
| Administratief   | Bestuur          | Europese Commissie     | Belgische regering                | Belgische regering                | Vlaamse regering          | Vlaamse regering          | Deputatie                 | Deputatie       | Deputatie         | Deputatie       | Gemeentebestuur |
| Administratief   | Raad             | Europees Parlement     | Kamer van volksvertegenwoordigers | Kamer van volksvertegenwoordigers | Vlaams Parlement          | Vlaams Parlement          | Provincieraad             | Provincieraad   | Provincieraad     | Provincieraad   | Gemeenteraad    |
| Kiesomschrijving | Kiesomschrijving | Nederlands Kiescollege | Kieskring West-Vlaanderen         | Kieskring West-Vlaanderen         | Kieskring West-Vlaanderen | Kieskring West-Vlaanderen | Kieskring West-Vlaanderen | Kortrijk-Ieper  | Kortrijk          | Harelbeke       | Deerlijk        |
| Verkiezing       | Verkiezing       | Europese               | Federale                          | Federale                          | Vlaamse                   | Vlaamse                   | Provincieraads-           | Provincieraads- | Provincieraads-   | Provincieraads- | Gemeenteraads-  |

### Geschiedenis

#### Lijst van burgemeesters van Deerlijk (1888-heden)
De huidige burgemeester is Louis Vanderbeken, van de partij CD&V. Hij is een van de jongste burgemeesters van Vlaanderen.
|            | \| Tijdspanne \| Tijdspanne \| Burgemeester \| \| ---------- \| ---------- \| ----------------------------------------------------- \| \| \| 1888-1928 \| Théophile Renier \| \| \| 1928-1938 \| Hector Isebaert \| \| \| 1939-1944 \| Joseph Devos \| \| \| 1944 \| Alfons Verbrugge (VNV, oorlogsburgemeester) \| \| \| 1944 \| Joseph Devos \| \| \| 1945-1946 \| Edmond Vanneste (waarnemend) \| \| \| 1946 \| Joseph Devos \| \| \| 1946 \| Edmond Vanneste (waarnemend) \| \| \| 1947-1961 \| Joseph Vandekerckhove (Katholieke Volksbelangen, CVP) \| \| \| 1961-1963 \| Albert Windels (CVP, waarnemend) \| \| \| 1964-1976 \| Albert Windels (Eenheidspartij) \| \| \| 1977-2003 \| Roger Terryn (CVP/ CD&V) \| \| \| 2004-2024 \| Claude Croes (CD&V) \| \| \| 2025-heden \| Louis Vanderbeken (CD&V) \| |                                                       |
| Tijdspanne | Tijdspanne | Burgemeester                                          |
|            | 1888-1928 | Théophile Renier                                      |
|            | 1928-1938 | Hector Isebaert                                       |
|            | 1939-1944 | Joseph Devos                                          |
|            | 1944 | Alfons Verbrugge (VNV, oorlogsburgemeester)           |
|            | 1944 | Joseph Devos                                          |
|            | 1945-1946 | Edmond Vanneste (waarnemend)                          |
|            | 1946 | Joseph Devos                                          |
|            | 1946 | Edmond Vanneste (waarnemend)                          |
|            | 1947-1961 | Joseph Vandekerckhove (Katholieke Volksbelangen, CVP) |
|            | 1961-1963 | Albert Windels (CVP, waarnemend)                      |
|            | 1964-1976 | Albert Windels (Eenheidspartij)                       |
|            | 1977-2003 | Roger Terryn (CVP/ CD&V)                              |
|            | 2004-2024 | Claude Croes (CD&V)                                   |
|            | 2025-heden | Louis Vanderbeken (CD&V)                              |

#### Legislatuur 2013-2018
De lijsttrekker van de CD&V was opnieuw burgemeester Claude Croes. Andere lijsttrekkers waren Filip Terryn (N-VA), Tundie D'hont (sp.a), Bert Schelfhout (Open Vld), Tony Courtens (Vlaams Belang) en Luk Schelfhout (eenmanspartij Durf!).
De CD&V verloor fors, en de oppositie kon in totaal 10 van de 21 zetels voor zich winnen. Lijsttrekker Claude Croes kon burgemeester blijven met een nipte volstrekte meerderheid.

#### Legislatuur 2019-2024
Burgemeester Claude Croes, Bert Schelfhout en Luk Schelfhout werden opnieuw lijsttrekker, respectievelijk van CD&V, Open Vld en Durf!. Tundie D'hont kwam met de onafhankelijk progressieve lijst Deerlijk² op als lijsttrekker. Dirk Demeurie werd de lijsttrekker van de N-VA.
CD&V verloor haar absolute meerderheid, maar kon in zee gaan met Open Vld. Daardoor bleef Claude Croes de burgemeester. Open Vld kon 3 schepenen in de wacht slepen, CD&V heeft 2 schepenen. N-VA en Deerlijk² belandden in de oppositie.

##### Schepencollege 2019-2024
| Schepencollege | Schepencollege    | Schepencollege | Schepencollege |
| Bevoegdheden | Persoon           | Partij         | Partij         |
| --- | ----------------- | -------------- | -------------- |
| Burgemeester algemeen beleid, veiligheid, brandweer en politie, volksgezondheid, protocol, ambtenaar burgerlijke stand, burgerzaken, onderwijs, land- en tuinbouw                            | Claude Croes      |                | CD&V           |
| Eerste schepen openbare werken, waterbeheer, groenbeheer, parken en plantsoenen, Gaverdomein, jeugd, communicatie en PR, wonen, begraafplaatsen, ontwikkelingssamenwerking en Europese Zaken | Bert Schelfhout   |                | Open Vld       |
| Tweede schepen patrimonium, mobiliteit, cultuur, bibliotheek, toerisme, musea en erfgoed | Regine Rooryck    |                | CD&V           |
| Derde schepen personeel, financiën, organisatiebeheersing en lokale economie | Philip Ghekiere   |                | Open Vld       |
| Vierde schepen ruimtelijke ordening, leefmilieu, sport, ICT-digitalisering, informatieveiligheid                                                                                             | Matthias Vanneste |                | Open Vld       |
| Vijfde schepen sociale zaken, welzijn, kinderen en gezin, senioren, sociale economie, gelijke kansen, erediensten, feestelijkheden en ontvangsten                                            | Louis Vanderbeken |                | CD&V           |

#### Legislatuur 2025-2030
Burgemeester Claude Croes, Bert Schelfhout en Luk Schelfhout werden opnieuw lijsttrekker, respectievelijk van CD&V, Team Deerlijk en Durf Deerlijk. Filip Terryn werd opnieuw lijsttrekker van N-VA. In 2024 kwamen de partijen Vooruit en Vlaams Belang ook op met als lijsttrekkers Jan Colpaert en Maxim Vanpanteghem.
CD&V herwon haar absolute meerderheid met 14 zetels, maar burgemeester Claude Croes werd in de voorkeurstemmen geklopt door schepen Louis Vanderbeken. De 28-jarige Vanderbeken had dus het initiatiefrecht en werd burgemeester, Claude Croes eerste schepen. Team Deerlijk won een zetel, N-VA verloor er twee, Vlaams Belang won er één en Vooruit en Durf Deerlijk konden geen zetel bemachtigen.

##### Schepencollege 2025-2030
| Schepencollege | Schepencollege    | Schepencollege | Schepencollege |
| Bevoegdheden | Persoon           | Partij         | Partij         |
| --- | ----------------- | -------------- | -------------- |
| Burgemeester algemeen beleid, veiligheid, brandweer en politie, volksgezondheid, protocol, burgerzaken, ambtenaar burgerlijke stand, erediensten, senioren, feestelijkheden en ontvangsten | Louis Vanderbeken |                | CD&V           |
| Eerste schepen personeel, organisatiebeheersing, onderwijs, kinderopvang, begraafplaatsen, land- en tuinbouw                                                                               | Claude Croes      |                | CD&V           |
| Tweede schepen patrimonium, cultuur, bibliotheek, toerisme, erfgoed, financiën, lokale economie en ondernemen                                                                              | Regine Rooryck    |                | CD&V           |
| Derde schepen openbare werken, mobiliteit, waterbeheersing, groenbeheer, parken en plantsoenen, nette gemeente, sport                                                                      | Jo Tijtgat        |                | CD&V           |
| Vierde schepen ruimtelijke ordening, milieu, klimaat en duurzaamheid, dierenwelzijn, jeugd, communicatie, ICT en digitalisering, informatieveiligheid                                      | Lies De Witte     |                | CD&V           |
| Vijfde schepen sociale zaken, zorg, welzijn, sociale economie, gelijke kansen, Europese zaken, ontwikkelingssamenwerking, wonen                                                            | Marleen Prat      |                | CD&V           |

### Resultaten gemeenteraadsverkiezingen sinds 1976
| Partij               | Partij                                                 | 10-10-1976 | 10-10-1976 | 10-10-1982 | 10-10-1982 | 9-10-1988 | 9-10-1988 | 9-10-1994 | 9-10-1994 | 8-10-2000 | 8-10-2000 | 8-10-2006 | 8-10-2006 | 14-10-2012 | 14-10-2012 | 14-10-2018 | 14-10-2018 | 13-10-2024 | 13-10-2024 |
| Stemmen / Zetels     | Stemmen / Zetels                                       | %          | 21         | %          | 21         | %         | 21        | %         | 21        | %         | 21        | %         | 21        | %          | 21         | %          | 21         | %          | 23         |
| -------------------- | ------------------------------------------------------ | ---------- | ---------- | ---------- | ---------- | --------- | --------- | --------- | --------- | --------- | --------- | --------- | --------- | ---------- | ---------- | ---------- | ---------- | ---------- | ---------- |
|                      | CVP1/ CD&V2                                            | 75,291     | 18         | 72,511     | 17         | 64,261    | 16        | 72,551    | 16        | 59,61     | 15        | 60,742    | 15        | 44,732     | 11         | 39,42      | 10         | 48,62      | 14         |
|                      | SP1/ D2000A/ sp.a-spirit2/ sp.a3/ Deerlijk²4/ Vooruit5 | 18,581     | 3          | 19,41      | 3          | 15,481    | 3         | 27,45A    | 5         | 13,91     | 2         | 13,423    | 2         | 15,213     | 3          | 13,84      | 2          | 5,75       | 0          |
|                      | PVV1/ D2000A/ GEMBELB/ Open Vld2/ Team Deerlijk3       | 6,131      | 0          | 8,091      | 1          | 9,41      | 1         | 27,45A    | 5         | 19,73B    | 4         | 14,33B    | 2         | 15,922     | 3          | 27,22      | 6          | 27,13      | 7          |
|                      | VU1/ D2000A/ GEMBELB/ N-VA2                            | -          |            | -          |            | 10,851    | 1         | 27,45A    | 5         | 19,73B    | 4         | 14,33B    | 2         | 18,182     | 4          | 15,62      | 3          | 9,02       | 1          |
|                      | Durf!                                                  |            |            | -          |            | -         |           | -         |           | -         |           | -         |           | 1,6        | 0          | 4,1        | 0          | 1,4        | 0          |
|                      | Vlaams Belang                                          | -          |            | -          |            | -         |           | -         |           | -         |           | 10,86     | 2         | 4,35       | 0          | -          |            | 8,2        | 1          |
| Anderen(*)           | Anderen(*)                                             | -          |            | -          |            | -         |           | -         |           | 6,77      | 0         | 0,65      | 0         | -          |            | -          |            | -          |            |
| Totaal stemmen       | Totaal stemmen                                         | 7379       | 7379       | 7840       | 7840       | 8192      | 8192      | 8478      | 8478      | 8632      | 8632      | 8662      | 8662      | 8688       | 8688       | 9049       | 9049       | 6543       | 6543       |
| Opkomst %            | Opkomst %                                              |            |            |            |            | 97,81     | 97,81     | 96,41     | 96,41     | 96,04     | 96,04     | 96,34     | 96,34     | 95,25      | 95,25      | 96,6       | 96,6       | 66,7       | 66,7       |
| Blanco en ongeldig % | Blanco en ongeldig %                                   | 1,99       | 1,99       | 3,49       | 3,49       | 3,26      | 3,26      | 5,04      | 5,04      | 4,52      | 4,52      | 2,82      | 2,82      | 3,07       | 3,07       | 3,09       | 3,09       | 1,2        | 1,2        |

De zetels van de gevormde coalitie staan vetjes afgedrukt

 (*) 2000: AGALEV (6,77%) / 2006: LEEUW (0,65%)

## Cultuur
In het centrum van de gemeente kan men cultuur beleven in het Ontmoetingscentrum d'Iefte, gelegen in de Hoogstraat. Voor kleine evenementen en vergaderingen kunnen verenigingen ook het Koetsiershuis in dezelfde straat en het Schoolhuis in de Sint-Amandusstraat benutten. De gehuchten Molenhoek, Statiewijk en Sint-Lodewijk hebben daarnaast hun afzonderlijke buurthuizen, met uitzondering van de Belgiek.

## Sport
Voetbalclub KVC Deerlijk Sport is aangesloten bij de KBVB. De club heeft vijf seizoenen in de nationale reeksen gespeeld.
De kerstcorrida in Deerlijk is een van de grootste stratenlopen van het land. De wedstrijd is onderverdeeld in een aantal jongerenlopen en massalopen van 5 en 15 km.
Sedert 1984 wordt dit evenement jaarlijks georganiseerd ten voordele van de Kim en de Sam, scholen voor Buitengewoon Lager Onderwijs te Deerlijk. De eerste editie is met zo’n 1400 deelnemers een succes. Sindsdien is het aantal lopers verdubbeld. De wedstrijd lokt al van bij het begin toppers aan uit de nationale loopwereld; zo wint in 1985 Alex Hagelsteens de 15 km in een recordtijd van 44’50”, dat is aan minder dan 3’00” per km. Einde jaren 1990 treedt de toen 80-jarige Mieltje Pauwels aan bij de 15 km, waarbij hij gevolgd wordt door tv-maker Paul Jambers.

### Zwembad
Het zwembad Gaverbad werd bij het Gaverkasteel gebouwd in 1973. Het werd gesloten in mei 2011 wegens aantasting door betonrot en in 2013 afgebroken.
De gemeente Deerlijk heeft daarna samen met buurgemeente Anzegem een zwembad gebouwd in Vichte, Het is geopend in 2020, in beheer bij FARYS en kreeg de naam Aquandé, een samentrekking van Aqua, Anzegem en Deerlijk.

## Onderwijs

### Structuur
Deerlijk heeft kleuterscholen en lagere scholen. De drie verschillende netten zijn in de gemeente vertegenwoordigd: katholiek onderwijs, gemeenschapsonderwijs en gemeentelijk onderwijs: Basisschool de Driesprong, De Berk, De Beuk, De Kim, Sancta Maria (Sam), Vrije Basisschool Belgiek, Vrije Basisschool Sint-Lodewijk.

### Geschiedenis
Vanaf de 18e eeuw werd in Deerlijk lesgegeven in een aantal particuliere scholen, met telkens één onderwijzer. Die hield er meestal nog een nevenactiviteit op na: koster, herbergier, winkelier, landman… Een pionier uit die tijd was landbouwer-kerkmeester Joseph Courtens. Hij was in 1737 begonnen met een schooltje dat al gauw succes kende. Het zou later de basis vormen voor de befaamde kostschool van Pieter Jan Renier.
Door de wet op het lager onderwijs van 1842 werden in Deerlijk vijf scholen aangenomen en enkele nieuwe scholen gesticht. In 1851 kwam er een gemengde gemeenteschool in de Schoolstraat. In 1855 reeds werd zij gesplitst in een jongens- en een meisjesschool. Vanaf 1876 stonden de Zusters van Sint-Vincentius à Paulo (met moederklooster in Gits) in voor het onderwijs aan de meisjes. De Zusters vestigden hun school in de Nieuwstraat. Door de schoolstrijd richtten zij in 1879 een vrije school op naast de bestaande gemeentelijke school. Later werd de gemeentelijke school geïntegreerd in de vrije.
De jongensschool verhuisde in 1855 naar de Harelbekestraat, waar al de leerwerkschool voor wevers was gevestigd. In 1879 werd er een vrije jongensschool opgericht, die in 1888 samensmolt met de gemeentelijke jongensschool. Deze school verhuisde in 1936 naar een nieuw gebouw aan de Paardeweg, de huidige Sint-Amandusstraat. Rond 1950 werd de school uitgebreid; er werd onder meer een verdieping bijgebouwd.
Vanaf einde 2021 wordt de school (nu met als naam De Beuk) samen met de naastgelegen school De Kim grondig gerenoveerd en komt er nieuwbouw.
In 1963 werd een Rijksbasisschool geopend op de Dries.

## Bekende (oud-)bewoners
- Edmond Ameye, militair en verzetsstrijder tijdens de Tweede Wereldoorlog
- Dirk Baert, wielrenner
- Evelyne Baert, wielrenster
- Ignace Baert, componist, muzikant, tekstdichter en zanger
- Hannelore Bedert, zangeres en romanschrijver
- Yves Benoit, medicus en hoogleraar, oprichter van het Kinderkankerfonds en van het project KOESTER
- Wouter Biebauw, voetballer
- Martine Bossuyt, beeldhouwster, schilderes, dichteres en feministe
- Hilde Breda, actrice, regisseur en stemcoach
- Lore Bruggeman, skateboardster
- Claire (Claire Vanhonnacker), zangeres
- Ignace Crombé, organisator Miss Belgian Beauty en presentator
- Andy Declerck, muzikant, componist en arrangeur
- Roger De Clerck, ondernemer
- Nico F. Declercq, fysicus, akoesticus en professor
- René De Clercq, dichter, schrijver en componist
- Leon Defraeye, heemkundige, folklorist en auteur
- Hector Deprez, militair
- Johan Deseyn, romanschrijver
- Niels Destadsbader, acteur, zanger en presentator
- Hubert Detremmerie, bankier en censor van de Nationale Bank van België
- Stijn Devolder, wielrenner
- Anne d'Ieteren, atlete (dressuur) en voorzitster BPC, beheerder van BOIC, oprichtster van Quadrille
- Lize Feryn, actrice, model, auteur, zangeres en ondernemer
- Luuk Gruwez, dichter, prozaïst en essayist
- Marcel Haesebrouck, voetballer en voetbaltrainer
- Maria Meersman, leidinggevende bij (V)KAJ, internationale KAJ, KAV (Femma) en KBG (OKRA)
- Hippolyte Pannecoucke, crimineel
- Jef Ravelingien, acteur en regisseur
- Pieter Jan Renier, dichter, toneelschrijver, onderwijskundige en kostschoolhouder
- Jules Spincemaille, jurist, flamingant en Vlaams-nationalist
- Jules Terryn, bestuurder van sociale organisaties en politicus
- Reinhild Vandekerckhove, taal- en letterkundige
- René Vandekerckhove, onderwijzer, arrangeur, componist, dirigent, muzikant en tekstdichter
- Remi Vanderschelden, politicus
- Julie Vanloo, basketbalspeelster, lid van het Belgisch nationaal basketbalteam
- Astère Vercruysse de Solart, industrieel, diplomaat, volksvertegenwoordiger en senator
- Roger Vereecke, colombofiel
- Edmond Verhamme, geestelijke, leerkracht en inspecteur onderwijs
- Adolf Verriest, advocaat, politicus, componist en dichter
- Gustaaf Verriest, medicus, hoogleraar en schrijver
- Hugo Verriest, priester, dichter, schrijver en redenaar
- Alfons Verschuere, onderwijzer en verzetsstrijder tijdens de Eerste Wereldoorlog
- Jérémie Vrielynck, acteur, zanger, muzikant en componist

In bovenstaande lijst staan enkel levende of overleden personen die in Deerlijk wonen of gewoond hebben en die voornamelijk buiten de gemeentegrenzen en voor langere tijd bekend geworden zijn in hun vakgebied. De (meeste) burgemeesters waren of zijn enkel lokaal bekend en worden vermeld in een aparte lijst.

### Deerlijks drie groten
René De Clercq, Pieter Jan Renier en Hugo Verriest maken deel uit van de zgn. ‘Deerlijks drie groten’, dit zijn de drie beroemdste personen van deze gemeente.

Deerlijks drie groten
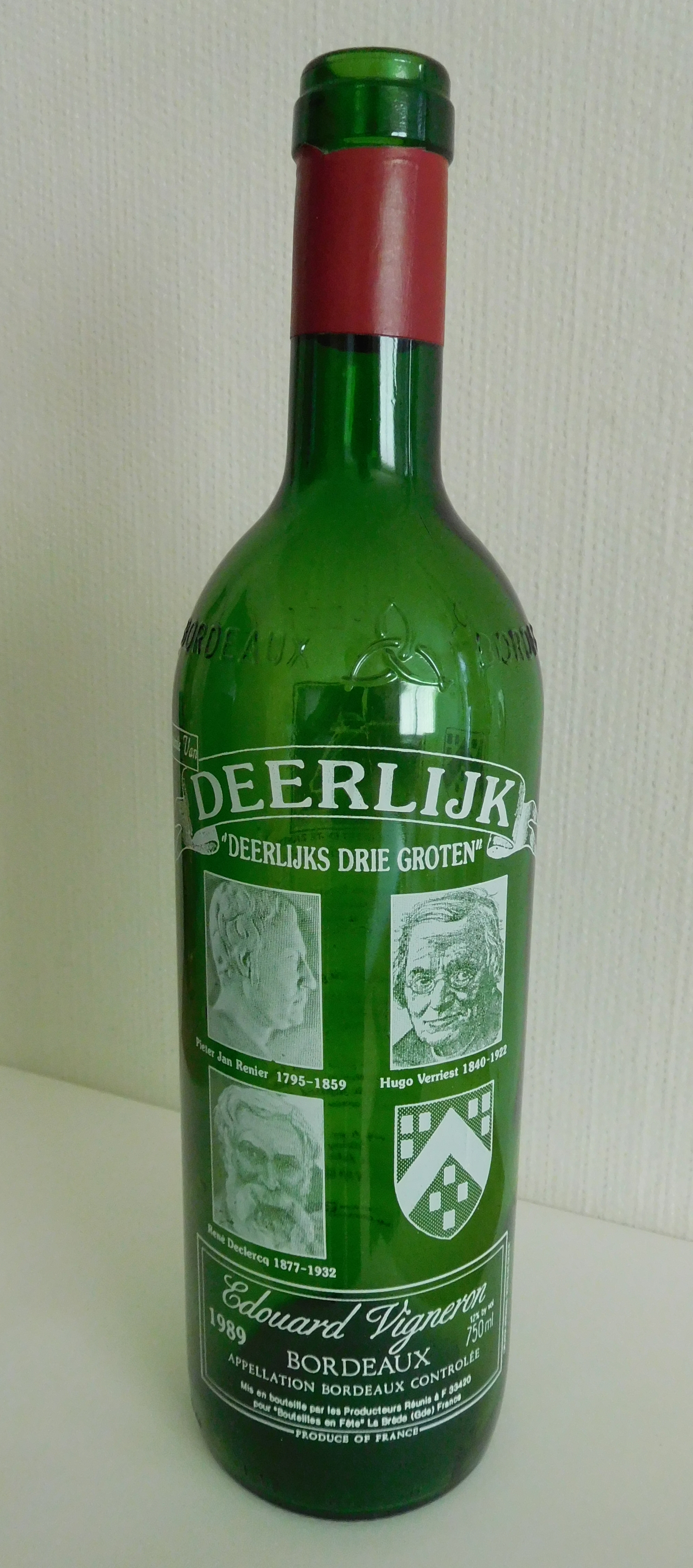
Voorzijde wijnfles met 'Deerlijks drie groten' als illustratie
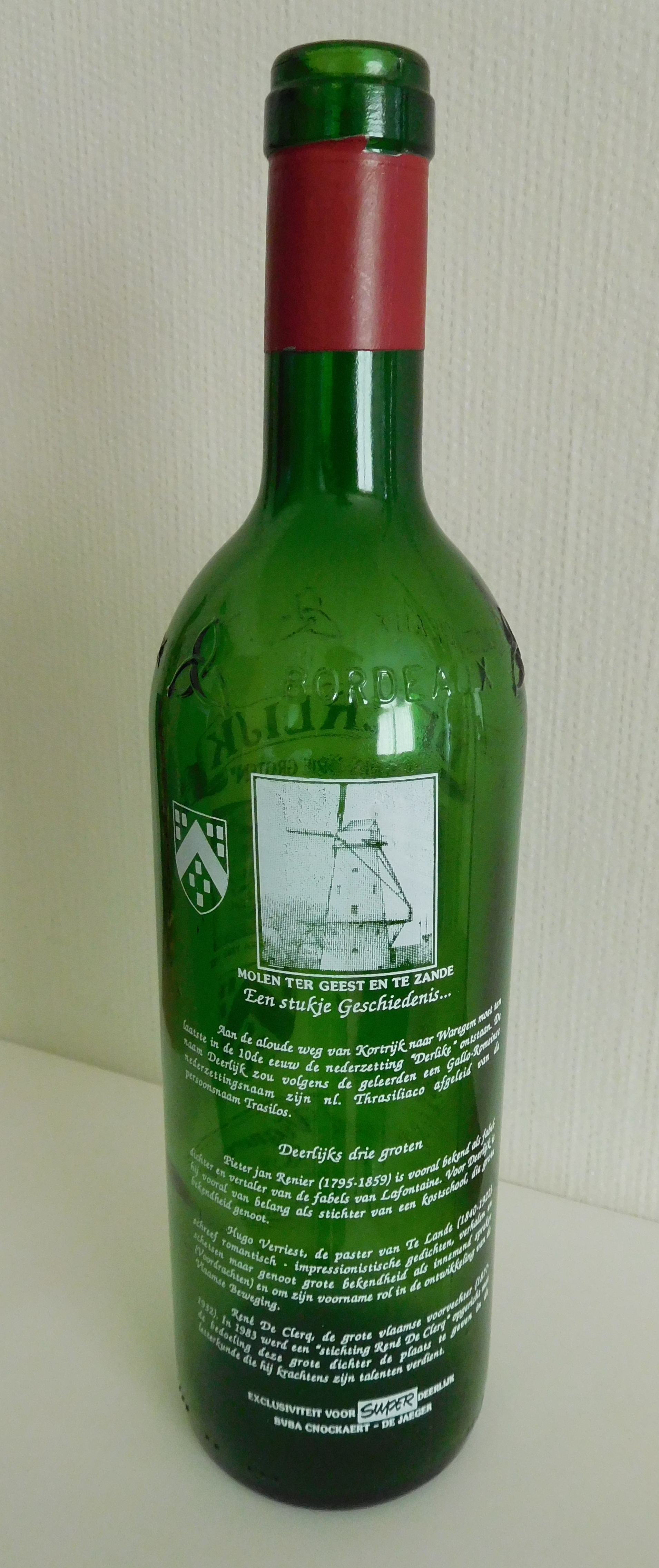
Achterzijde van deze fles

### Ereburgers van Deerlijk
Dirk Baert, Yves Benoit, Hector Deprez, Niels Destadsbader, Stijn Devolder en Luuk Gruwez zijn de zes ereburgers van Deerlijk.

### Toekennen van straatnamen
Verscheidene (oud-)bewoners van de gemeente kregen een straat naar hen vernoemd: Edmond Ameye, René De Clercq, Leon Defraeye, Hector Deprez, Pieter Jan Renier, Claire Vanhonnacker, Astère Vercruysse de Solart, Edmond Verhamme en de familie Verriest in haar geheel (zie de betreffende lemma's voor meer informatie). Dat gold bij uitbreiding ook voor:
- de familie Bouckaert,[79]
- de familie de Cassina,[80]
- burgemeester Hector Isebaert,[81]
- industrieel Theo Nuyttens,[82]
- schepen Paul Vanaverbeke,[79]
- industrieel Vanneste-Verwee,[82][83]
- handelaar Camiel Vereecke.[79]

Het betrof telkens notabelen of kunstenaars. Een grote uitzondering was Rietje Amerlinck (1850-1941). Hoewel van zeer bescheiden afkomst – hij leefde wat marginaal in een krotwoning – viel ook hij die eer te beurt. Met het toekennen van de Amerlinckweg wilde het gemeentebestuur deze geliefde dorpsfiguur in herinnering houden.
Een aparte categorie vormt de naamgeving van enkele straten in een nieuwe verkaveling op de Statiewijk, ten zuiden van de Tapuitstraat. Ongetwijfeld geïnspireerd door de campagne “Meer vrouw op straat” koos de gemeenteraad van Deerlijk op 28 januari 2021 uit een reeks voorstellen met vrouwennamen. Naast zangeres Claire Vanhonnacker (zie aldaar) werden uiteindelijk onderstaande namen weerhouden en toegekend aan de vier zijstraten van het project:
- vroedvrouw Hermina Acke,[88]

- vroedvrouw-bezoekster Marja Sès (Maria Christiaens),[89]

- religieuze, zuster Remigia (Gabriëlla Van Nieuwenhuyze).[90]

## Dialect
Opmerkelijk is dat het dialect van de gemeente de laatste decennia aanzienlijk gewijzigd is. Oorspronkelijk was het erg Oost-Vlaams getint, maar recentelijk is het veel West-Vlaamser geworden. Volgens docente Nederlandse taalkunde en sociolinguïstiek Reinhild Vandekerckhove van de Universiteit Antwerpen ligt dit onder meer aan de economische boom in Kortrijk, waardoor het dialect van deze stad, dat overwegend West-Vlaams is, het taalgebruik van het nabije Deerlijk beïnvloedt. Het dialect van Deerlijknaren werd vaak gestigmatiseerd in de omgang met Kortrijkzanen, zodat deze eersten hun taalgebruik meer West-Vlaams gingen kleuren.

## Kermis
Sinds jaar en dag worden in Deerlijk tijdens vier opeenvolgende weekends wijkfeesten georganiseerd in respectievelijk het Centrum, de Statiewijk, de Belgiek en de Molenhoek. Deze weekends vallen in de tweede helft van september en de eerste helft van oktober. Telkens staat er een kermis, met verspreid over het weekend muziekoptredens, koffiebals en ander amusement. Op de Belgiek en de Molenhoek worden als afsluiter van het kermisweekend paardenkoersen gehouden. Bovendien worden op de Statiewijk (voor onbepaalde duur), de Belgiek (om de acht jaar) en de Molenhoek (om de zes jaar) wijkburgemeestersverkiezingen gehouden.
Volgens schepen van feestelijkheden Louis Vanderbeken is de opeenvolging van vier wijkfeesten in een gemeente uniek in Vlaanderen en is Deerlijk een echte feestgemeente.

## Verbroedering
Deerlijk is verbroederd met de Duitse gemeente Neunkirchen am Brand, gelegen in Beieren 12 km ten oosten van Erlangen en 20 km noordwaarts van Neurenberg. In 1981 vonden de eerste contacten plaats, geofficialiseerd in 1983. In 1984 werd een Partnerschaftsverein in Neunkirchen en een Verbroederingskomitee in Deerlijk opgericht. Tot op de dag van vandaag vinden nog regelmatig contacten plaats en zijn er vele bezoeken van de gemeentebesturen en verenigingen beiderzijds.

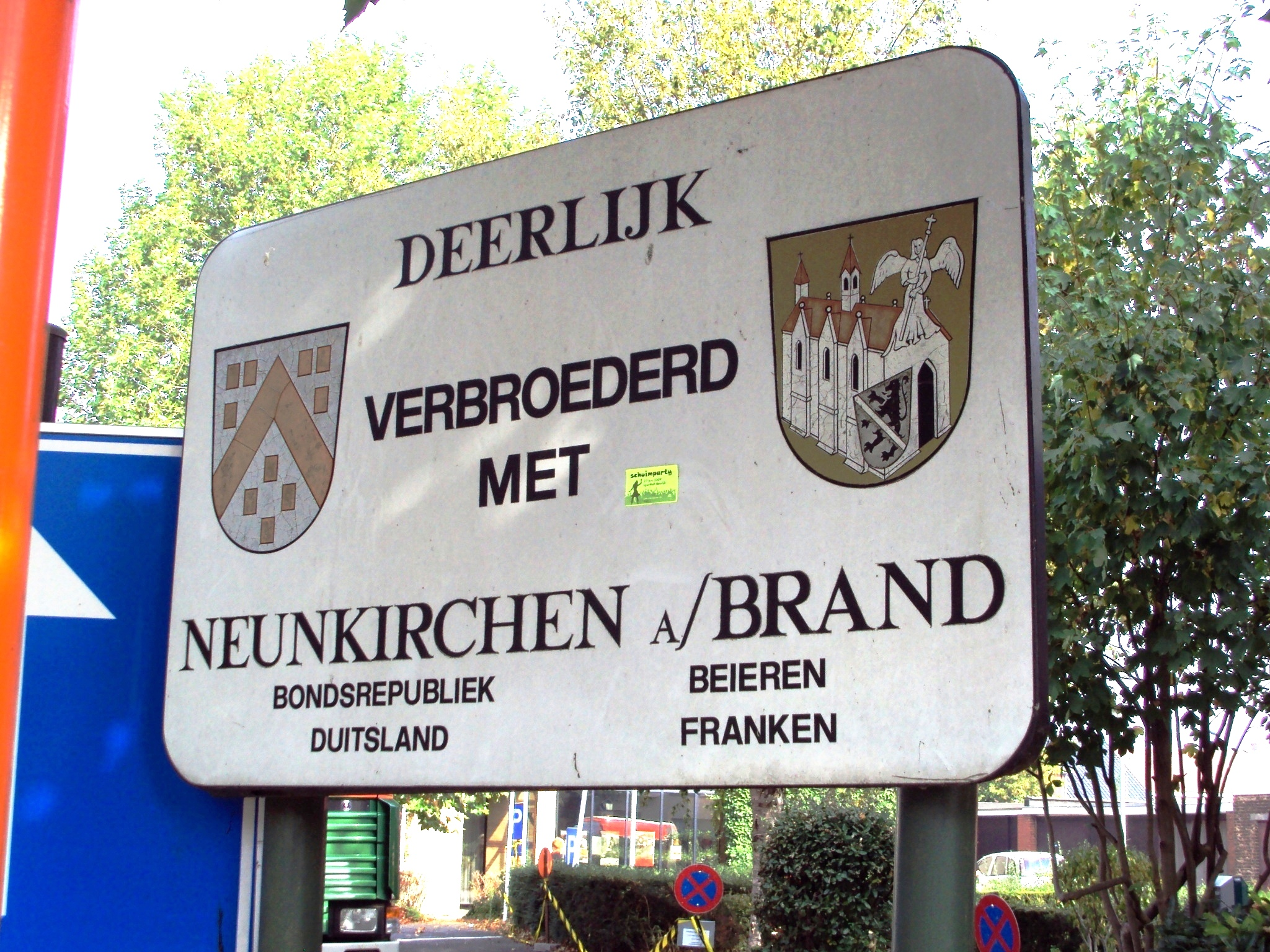
Verbroedering met Neunkirchen am Brand: bord aan het Neunkirchenplein

## Nabijgelegen kernen
Harelbeke, Vichte, Molenhoek, Statiewijk, Beveren-Leie

## Trivia
Volgens de Antwerpse auteur George Eekhoud was Deerlijk in de 19de eeuw de misdaadhoofdstad van België met niet minder dan 5 moorden per jaar. 